# Ảnh hưởng văn hóa của Taylor Swift

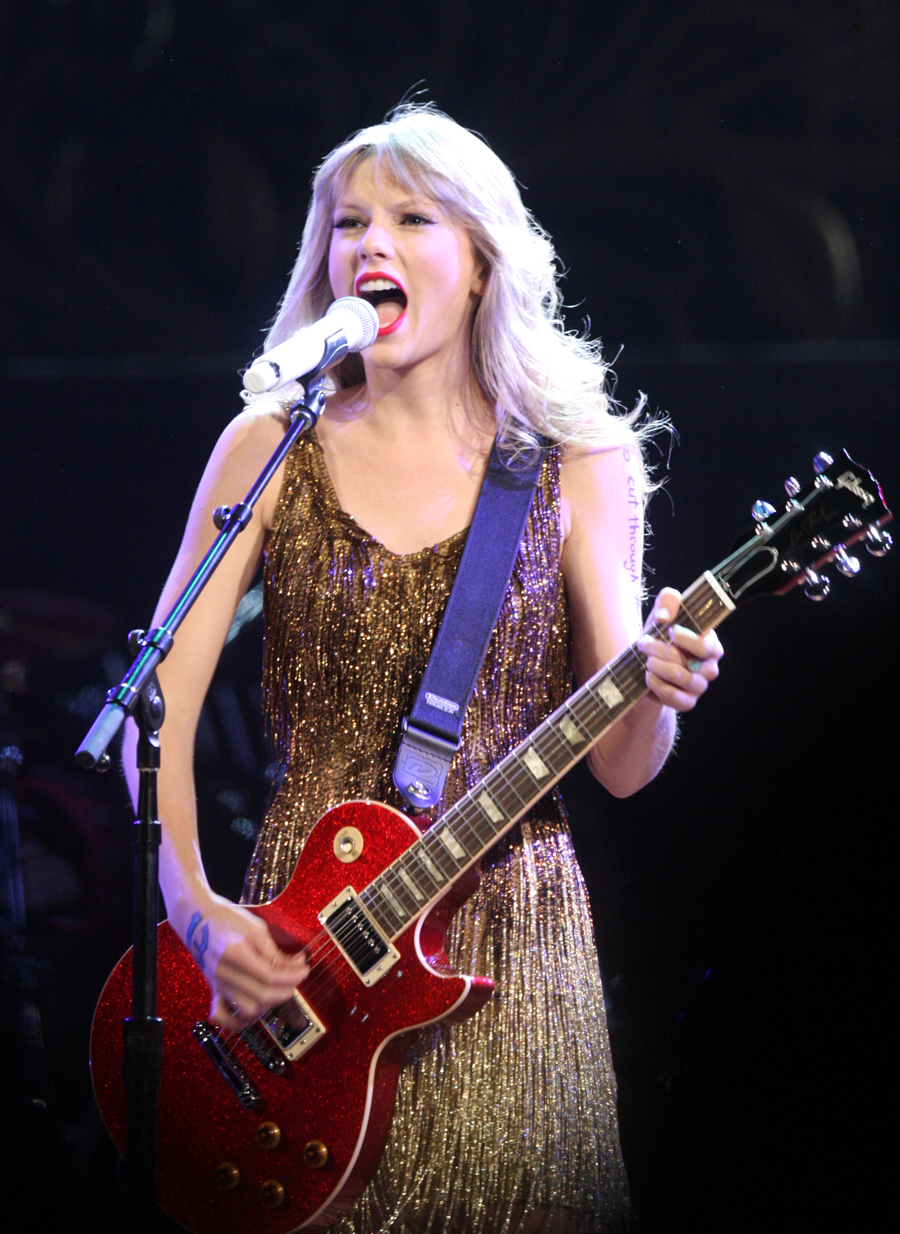
Vô số các ấn phẩm và nguồn sách học giả đã xem Taylor Swift là nghệ sĩ âm nhạc có tầm văn hóa quan trọng nhất ở thế kỷ 21.

Ca sĩ kiêm nhạc sĩ sáng tác ca khúc người Mỹ Taylor Swift đã gây ảnh hưởng đến văn hóa đại chúng bằng tài năng sáng tác âm nhạc, nghệ thuật chuyên môn sâu sắc, màn trình diễn ấn tượng, hình tượng nổi bật, góc nhìn trên mọi phương diện và các hoạt động tiêu biểu của cô. Các ấn phẩm thường gọi đây chính là Hiệu ứng Taylor Swift. Sau khi Swift ra mắt công chúng với tư cách là ca sĩ kiêm nhạc sĩ độc lập 16 tuổi vào năm 2006, cô đã dần dần tạo dựng được danh tiếng, thành công và sự tò mò của công chúng nhờ vào hoạt động sự nghiệp của bản thân, khiến cô trở thành một nhân vật mang biểu tượng văn hóa.
Swift được vinh danh là người tiên phong của thế kỷ 21, nhờ vào khả năng làm nhạc đa dạng màu sắc, năng lực sáng tác bài hát và tầm quan sát nhạy bén trong các hoạt động kinh doanh. Cô chính là tấm gương truyền cảm hứng cho các nghệ sĩ và doanh nhân trên toàn thế giới. Swift khởi nghiệp bằng chất nhạc đồng quê, rồi qua thời gian sau cô chuyển sang lấn sân vào thị trường nhạc pop và khám phá các phong cách alternative rock, indie folk cũng như điện tử, góp phần xóa mờ ranh giới giữa các thể loại âm nhạc. Các nhà phê bình đã đánh giá cô là một tinh hoa văn hóa sở hữu sự kết hợp hiếm thấy giữa thành công về mặt thương mại trên các bảng xếp hạng lớn nhỏ, và cô luôn nhận được không ít lời khen ngợi từ phía nhà phê bình cũng như sự ủng hộ nhiệt liệt của những người hâm mộ cô. Chính vì lẽ đó, Swift được cho là đã tác động rộng rãi trong và ngoài ngành công nghiệp âm nhạc. Nhờ vào chính đòn bẩy chính trị và kinh tế mạnh mẽ đó của bản thân, Swift đã tận dụng truyền thông xã hội để làm bật lên các vấn đề trong ngành công nghiệp âm nhạc nói riêng và trong xã hội muôn thuở nói chung. Chẳng hạn như: thúc đẩy cải cách Spotify, Apple Music, Ticketmaster, các bản hợp đồng thu âm và phân phối cũng như thu hút sự quan tâm đông đảo đến quyền của nghệ sĩ, quyền sở hữu tác phẩm, luật sở hữu trí tuệ, phê phán chủ nghĩa tư bản, lên án nạn phân biệt giới tính và phân biệt chủng tộc. Đồng thời, bản thân cô cũng là đối tượng bị truyền thông đeo bám và giật tít gây tranh cãi.
Từ giai đoạn từ cuối kỷ nguyên album cho đến sự bùng nổ của mạng Internet, Swift đã là động lực thúc đẩy sự phát triển của việc phân phối, nhận thức và tiêu thụ âm nhạc xuyên suốt những thập kỷ 2000, 2010 và 2020. Các nhà báo đã nhận định những thành công thương mại liên tục và ổn định lâu dài của Swift là tiền lệ chưa bao giờ có, bởi Swift là người nắm trong tay những kỷ lục vô tiền khoáng hậu ở các khía cạnh doanh số bán album, doanh số bán kỹ thuật số, số lần phát trực tuyến, số lượt phát thanh, doanh số bán vinyl, thành tích bảng xếp hạng âm nhạc và doanh thu lẫn khâu tổ chức chuyến lưu diễn. Bloomberg Businessweek đã hô vang Swift là "The Music Industry" (Cả ngành công nghiệp âm nhạc), và đó cũng chính một trong nhiều danh hiệu âm nhạc đại chúng tiêu biểu nhất của cô. Theo lời mô tả của tạp chí Billboard, Swift là "một người kêu gọi ủng hộ, một biểu tượng phong cách, một chuyên gia tiếp thị, một nhạc sĩ xuất sắc, một người tạo động lực thúc đẩy các ranh giới về hình tượng sự nghiệp và một chiến binh đường trường phá từng kỷ lục một."
Swift là chủ đề của nhiều nhà nghiên cứu học thuật, nghiên cứu truyền thông và phân tích ảnh hưởng văn hóa. Chủ đề xoay quanh cô thường tập trung vào chủ nghĩa nhạc pop lạc quan (poptimism), chủ nghĩa nữ quyền, chủ nghĩa tư bản, văn hóa mạng internet, văn hóa người nổi tiếng, chủ nghĩa tiêu dùng, chủ nghĩa Mỹ, chủ nghĩa hậu hiện đại và các hiện tượng âm nhạc xã hội khác nhau. Nhiều học giả hàn lâm giải thích rằng Swift có thể thống trị nền văn hóa nhờ vào nhiều yếu tố khách quan lẫn chủ quan. Các yếu tố này gồm có khả năng cảm thụ âm nhạc của Swift, chủ đề nghệ thuật chặt chẽ, sự nổi tiếng trên toàn thế giới và cho đến hình tượng trước công chúng đầy sức hấp dẫn ở mọi thế hệ và sự nhạy bén trong việc quảng bá âm nhạc của cô. Nhiều viện nghiên cứu học thuật và các trường đại học đã tổ chức những khóa học giảng giải về Taylor Swift. Các tác giả viết bài đã sử dụng tính từ "Swiftian" để mô tả các những tác phẩm dễ gợi nhớ đến Swift.

## Nổi tiếng và trở thành ngôi sao
Taylor Swift chính là một trong những nghệ sĩ bán chạy nhất mọi thời đại. Cô là nữ ca-nhạc sĩ giàu nhất và là tỷ phú đầu tiên trong lịch sử âm nhạc có nguồn thu nhập chính đến từ âm nhạc (1,1 tỷ đô la Mỹ, tính đến cuối năm 2023). Cô đã phát hành tổng cộng 10 album phòng thu, Taylor Swift (2006), Fearless (2008), Speak Now (2010), Red (2012), 1989 (2014), Reputation (2017), Lover (2019), Folklore (2020), Evermore (2020) và Midnights (2022); cộng thêm với bốn album tái thu âm—Fearless (Taylor's Version) (2021), Red (Taylor's Version) (2021), Speak Now (Taylor's Version) và 1989 (Taylor's Version) (2023). Toàn bộ sản phẩm vừa kể đều được các đĩa đơn tiếp sức quảng bá và phát hành trừ các bài hát và hợp tác không album của cô. Tất cả album của Swift đều đạt được thành quả thương mại và được nhiều cây viết đánh giá âm nhạc tán dương. Billboard tuyên bố rằng rất ít nghệ sĩ nào có được ba thế mạnh của Swift là thành công trên bảng xếp hạng, được giới chuyên môn đánh giá cao và cả sự hỗ trợ nhiệt tình của người hâm mộ, và nhờ những nhân tố đó mà cô lại càng thêm lan tỏa và có ảnh hướng mạnh mẽ với công chúng.
Một số ấn phẩm đã từng công nhận tốc độ nổi tiếng và sức chạy đường dài của Swift là thuộc dạng "không biết mệt mỏi là gì" và "gây ảnh hưởng lên toàn cầu", và những nhận định ấy chưa bao giờ có thể được chứng kiến kể từ thế kỷ 20. Theo như CNN, Swift đã khởi động thập niên 2010 dưới danh nghĩa là ngôi sao hát nhạc đồng quê và kết thúc thập niên ấy với cương vị là "bà hoàng âm nhạc của mọi thời đại". Jody Rosen viết cho New York và cây viết Steve Chapman của Chicago Tribune đã gọi Swift là ngôi sao nhạc pop và ngôi sao ca nhạc lớn nhất thế giới, theo như Rosen là đến mức khiến cho những người đồng nghiệp cạnh tranh của cô phải "giành giật nhau ở hàng thứ hai". Một số lời diễn tả khác về Swift có thể nhắc đến gồm có "siêu sao nhạc pop ở cấp độ thiên thể" (Elle), và "nữ tiên phong dẫn đầu vĩ đại nhất thế giới" (Fortune).

### Hiện diện trong văn hóa
Taylor Swift chính là điều lớn nhất đang diễn ra trong công nghiệp giải trí. Cứ mở TV hoặc radio, lướt mạng xã hội, lắng nghe người ta trò chuyện qua đường, là bạn cũng bắt gặp được cô ấy ở đó.
Các nhà báo đều phong tặng Swift là một biểu tượng văn hóa. Greg Jericho làm ngòi bút chuyên mục của The Guardian đã gọi Swift là một người có "sức sống văn hóa" nổi tiếng bền bỉ lâu dài dưới triều đại bùng nổ của mạng Internet, thậm chí còn vượt qua cả the Rolling Stones, Bob Dylan, David Bowie, Bruce Springsteen và U2. Toàn bộ những đại diện kể trên được tác giả nhận định chỉ có thành tích thương mại ngắn hạn và yếu tố nổi tiếng quan trọng tức thời, trong khi đó, Swift vẫn tiếp tục trên đà thắng lớn ở sự nghiệp năm thứ 18 của cô với album bom tấn Midnights. Jericho đã trích dẫn số liệu năm 2022 và cho biết thêm, chỉ có những nghệ sĩ như Drake, Kanye West và Beyoncé mới có thể đủ khả năng cạnh tranh Swift về mặt danh tiếng, trong khi Swift thì đang là nữ nghệ sĩ nổi tiếng nhất thế kỷ 21. Đến cả, Drake còn phải nhắc đến sự áp đảo về mặt thương mại của Swift trong bài hát năm 2023 "Red Button" của anh, qua phần lời "Taylor Swift the only nigga that I ever rated / Only one could make me drop the album just a little later". Chris Molanphy bên phía Slate khẳng định rằng giai đoạn sự nghiệp của Swift có khi còn dài lâu hơn cả the Beatles và phá cả kỷ lục mà trước đó mọi người vẫn cho rằng "chẳng một ai làm vỡ được" của ban nhạc. Nhiều tay viết báo còn so sánh danh tiếng của cô với những siêu sao nhạc pop thế hệ cũ Michael Jackson hoặc Madonna; Tác giả The New York Times là Ben Sisario cảm thấy tầm cỡ thống trị nền văn hóa của Swift hoàn toàn có thể cạnh tranh một mất một còn với Jackson và Madonna ở thập niên 1980, và gọi đây là điều gì đó mà "cả doanh nghiệp giải trí phải mặc nhiên chấp nhận rộng rãi là không còn người nào được như vậy xuyên suốt những giai đoạn của thế kỷ 21." Nhiều cây viết phê bình gồm có Sam Lansky bên tờ Time, đã cho rằng Swift là một trong những thực thể độc văn hóa cuối cùng trên thế giới.
Chính âm nhạc, cuộc đời và hình tượng công chúng của Swift là tâm điểm thu hút dư luận và cánh báo giới trong lĩnh vực văn hóa người nổi tiếng. Swift trở thành thần tượng teen ngay sau khi vừa mới cho phát hành album đầu tay cùng tên tuổi cô vào năm 2006, và từ đó trở về sau cô hóa thành gương mặt thống trị của nền văn hóa đại chúng, nên cô thường được mệnh danh là biểu tượng nhạc pop hoặc diva. Gayle Pamerleau bên Đại học Pittsburgh tại Greensburg đã lấy ví dụ tên tuổi lớn mạnh của Swift trong việc lý giải toàn cầu hóa và gọi cô là một cơn gây sốt của xã hội đã tận dụng "khả năng tồn tại trong vòng 24 tiếng đồng hồ, cầu nối toàn cầu lại với nhau, và khi đó từng người đều biết mọi người khác đang nghĩ gì và làm gì." Kristy Fairclough đến từ Đại học Salford nhấn mạnh Swift là "trung tâm của cả vũ trụ văn hóa". Kate Knibbs bên chuyên trang The Ringer gọi Swift là "chạy trời không khỏi nắng" vì cả công trình sáng tác âm nhạc đồ sộ của Swift đã lún "sâu vào đời sống dân chúng đương đại dù chúng ta có thích hay là không thích." Lẽ đó, sự nghiệp của Swift đã dẫn tới sự định hình của ngành công nghiệp âm nhạc. Trong bài viết năm 2016, Billboard lập luận cho rằng dù sự nghiệp tuy chỉ mới kéo dài có một thập kỷ nhưng Swift đã tác động văn hóa "không thể phủ nhận được".
Time xướng danh Swift trong bảng xếp hạng năm 2010, 2015 và 2019 vào trong danh sách xếp hạng 100 người có ảnh hưởng lớn nhất. Năm 2014, cô được liệt vào danh sách 30 Under 30 của Forbes ở hạng mục âm nhạc. Swift trở thành người phụ nữ trẻ nhất nằm trong danh sách 100 người phụ nữ quyền lực nhất thế giới theo Forbes vào 2015, tại vị trí thứ 64, và nghệ sĩ biểu diễn đầu tiên từng lọt vào top 5 danh sách ấy vào năm 2023. Cô trở thành người phụ nữ được tìm kiếm Google nhiều nhất vào năm 2019 và với tư cách nhạc sĩ vào năm 2022, cũng như là nhạc sĩ sáng tác ca khúc được Google nhiều nhất mọi thời đại, và The Guardian vinh danh cô trở thành người phụ nữ quyền lực nhất ở truyền thông Anh Quốc. Nhiều tờ báo truyền thông cũng công nhận cô là đỉnh cao danh vọng mới vào năm 2023, cùng với Glamour bảo rằng cô "đã chính thức xâm lược mọi phương diện của văn hóa đại chúng." Những người soạn tạp chí cho Billboard cảm tưởng rằng "sự hiện diện của cô ấy trong âm nhạc phổ biến cũng giống như chính bản thân nhạc đại chúng vậy. Cô ấy đang công phá với năng suất khủng khiếp nhất, trên nhiều phương tiện và thời đại, và không có đối thủ nào ở cùng trình độ của cô ấy", còn News.com.au thì khẳng định rằng "có lẽ chưa có ai trên hành tinh này có ý nghĩa về mặt văn hóa như Swift." Trong lúc mô tả những ý kiến đồng thuận quan trọng, người viết bài Jeff Yang đã bảo rằng Swift "ngày càng được nhắc đến giống hệt như một lực lượng kinh tế của tự nhiên, một người ủng hộ, tổ chức và đổi mới sáng tạo và được cho là nhân vật có ảnh hưởng nhất, thậm chí là quyền lực nhất trong ngành công nghiệp âm nhạc." CEO bảng xếp hạng ARIA CEO Anabelle Herd cho rằng Swift là một nghệ sĩ, người kể chuyện, nghệ sĩ biểu diễn và doanh nhân hiếm có trong cõi đời. Đưa tin cho CNN, Scottie Andrew cảm thấy rằng "bất cứ khi nào có sự tạm lắng trong diễn ngôn văn hóa", Swift sẽ trở thành chủ đề được chú ý. Billie Schwab Dunn phía Newsweek nhận xét, "Swift đã cai trị cả thị trường, mà bên trong chính là phần lớn những người theo chủ nghĩa tư tưởng văn hóa và sự chú ý của giới truyền thông, giống trước khi có cô ấy thì chẳng có nghệ sĩ nào được như vậy." Billboard khẳng định rằng "sự phổ biến của Internet đã làm suy yếu nền văn hóa độc canh bằng cách mang đến cho chúng ta nhiều lựa chọn giải trí hơn để tập trung và bàn tán cùng nhau, nhưng vị thế văn hóa của Swift đã khơi gợi lại cả thời kỳ mà tất cả chúng ta đều nghe những đĩa đơn ăn khách giống nhau và xem những thứ giống nhau trên truyền hình, những khoảnh khắc văn hóa có tầm ảnh hưởng sâu rộng đến mức không thể tránh khỏi." Người viết chuyên mục Michael A. Cohen bên MSNBC gọi Swift là "biểu tượng nổi tiếng nhất và ảnh hưởng văn hóa nhất nước Mỹ." Cây bút Jeff Haden tạp chí Inc. phát biểu rằng, "Swift chính là Elvis Presley hoặc The Beatles của thế hệ này, Howard Schultz thành công trong kinh doanh tự thân, và Oprah Winfrey có sức ảnh hưởng văn hóa."

### Biểu tượng của nước Mỹ

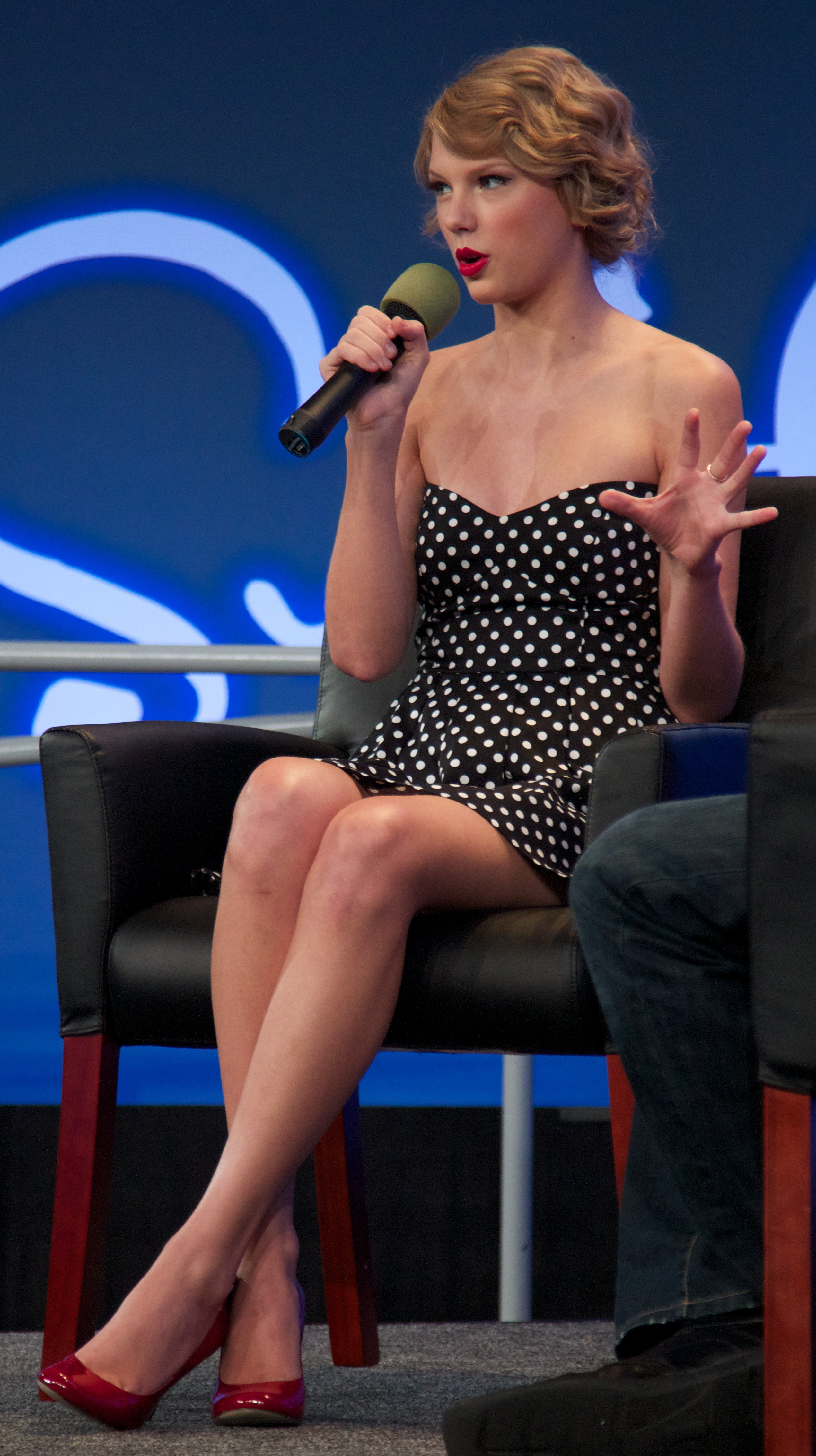
Hình tượng cô gái hàng xóm lúc ban đầu của Swift đã đưa cô trở thành "cục cưng của nước Mỹ".

Các nhà báo đã gắn kết sự nghiệp nổi tiếng của Swift với chủ nghĩa Mỹ. Theo Knibbs, chỉ cần trong tay một album Fearless, Swift đã từ một "người nổi tiếng chuyên hát đồng quê thì nay đã trở thành ngôi sao nổi tiếng cấp công nghiệp của Mỹ" nhờ tài nghệ thuật khéo léo của cô. Jack Dickey chắp bút cho Time đã viết, Swift đã trở thành "nhạc sĩ quan trọng nhất nước Mỹ" từ năm 2014. Maxim gọi sự nghiệp của cô là "một câu chuyện thành công tinh túy của nước Mỹ". Cây bút đóng góp cho trang Collider Shaina Weatherhead đã viết rằng "Dù cô ấy có thích hay không thì Taylor Swift cũng đã trở thành trụ cột của hệ tư tưởng văn hóa" bằng cách bày tỏ tình cảm chân thành, tấm lòng tận tụy cho sự nghiệp và chủ nghĩa nữ quyền. Weatherhead còn nói thêm, tiếng tăm của Swift đã biến cô trở thành tượng đài của nền văn minh nước Mỹ thay vì chỉ giới hạn trong khuôn khổ ngành công nghiệp âm nhạc. Các nhà báo chẳng hạn như Ann Jamieson từ Tampa Bay Times, Michael A. Cohen bên MSNBC và Kaetlyn Liddy đảm nhận cho NBC News lần lượt phong Swift là "Báo vật Mỹ", "biểu tượng nổi tiếng nhất và ảnh hưởng văn hóa nhất nước Mỹ" nước Mỹ, và "giao thoa với văn hóa đại chúng Mỹ". Người viết luận Anna Mark cảm thấy rằng việc Swift nắm giữ nền văn hóa đại chúng đã ảnh hưởng đến văn hóa Mỹ xuyên suốt cả quá trình sự nghiệp của cô.
Nhà phê bình văn hóa Greil Marcus nhấn mạnh rằng Swift "đang dán trên gương mặt lá cờ nước Mỹ" nhờ vào đôi môi đỏ mọng, nước da trắng trẻo và cặp mắt màu lam quyền lực. Theo nhà soạn báo cho Vulture Nate Jones, Swift đang "sở hữu chất nhạc là hiện thân của quyền bá chủ nước Mỹ", còn chuyên gia đề mục Peggy Noonan của tập báo The Wall Street Journal thì cảm thấy rằng người Mỹ phải nên biết ơn Swift vì sự nghiệp của cô là "câu chuyện nước Mỹ hoành tráng". Emily St. James của Vox từng viết, Swift đã thể hiện từng câu chuyện của người Mỹ thuộc thế hệ Millennials thông qua các bài hát của cô theo cách Springsteen đại diện cho thế hệ bùng nổ trẻ sơ sinh ở Hoa Kỳ. Nhiều cây viết bên Financial Times xướng danh cô là một trong những "biểu tượng văn hóa thành công nhất của nước Mỹ". Swift cũng ẩn ý tự gọi chính bản thân cô là "Miss Americana" (Tiểu thư nước Mỹ) trong bài hát năm 2019 "Miss Americana & the Heartbreak Prince", và cho ra mắt một bộ phim tài liệu năm 2020 cùng tên tự gọi đó để lột tả từng bước tiến trong cuộc đời và sự nghiệp của cô.

### Tri ân và vinh danh

Bloomberg Businessweek tuyên bố Swift là "Cả ngành công nghiệp âm nhạc" trên trang bìa tạp chí ngày 14 tháng 11 năm 2014.

Swift được trao tặng rất nhiều danh hiệu nhạc đại chúng nhờ vào sức ảnh hưởng văn hóa mạnh mẽ của cô. "Cục cưng của nước Mỹ" (America's Sweetheart) là danh hiệu mà truyền thông dùng để nhắc khéo đến Swift, nhờ vào hình tượng "cô gái toàn nước Mỹ" (All-American girl) trong những năm tháng đầu sự nghiệp của cô. Biệt hiệu "Công chúa nhạc đồng quê" (Princess of Country) của Swift thực chất bắt nguồn từ việc cô lấn sân vào thị trường đại chúng bằng những bài hát đồng quê hợp thị hiếu và với tư cách là một ngôi sao nhạc đồng quê. Một số tạp chí còn gọi cô là "Người khổng lồ nhạc pop" (Tạm dịch của Pop Titan) hoặc "Bà hoàng nhạc pop" (Queen of Pop) nhờ vào quyền lực thống trị nền nhạc pop của cô. Time và PopSugar sử dụng "Nữ hoàng viết Bridge" (Queen of Bridges) để bày tỏ khen ngợi trước năng lực của Swift trong việc viết đoạn bridge được công chúng lẫn giới chuyên môn đón nhận rộng rãi của cô. Swift còn được gọi là "Bà chúa thả Easter Egg" (Queen of Easter Eggs) vì cô lừng danh trong việc đặt easter egg và nội dung ẩn ý xuyên suốt video âm nhạc và các ca khúc trong album của cô. Ngoài ra, cô được tạp chí Bloomberg Businessweek và người đưa tin người Mỹ Barbara Walters trao tặng danh hiệu là "Cả ngành công nghiệp âm nhạc" (The Music Industry) nhằm tôn vinh tài chi phối ngành công nghiệp âm nhạc đến từng sợi tơ mỏng của cô.
Năm 2019, Swift trở thành người đầu tiên được nhận giải thưởng Phụ nữ của thập kỷ (thập kỷ 2010) từ Billboard vì là "một trong những nghệ sĩ âm nhạc thành công nhất mọi thời đại trong suốt thập kỷ 2010". Giải thưởng âm nhạc Mỹ xướng tên cô là Nghệ sĩ của thập kỷ nhờ vào những kỷ lục giải thưởng cô đoạt được trong thập kỷ 2010. Năm 2021, Giải Brit phong tặng Swift chiếc cúp Biểu tượng toàn cầu "để ghi nhận tác động to lớn của cô đối với âm nhạc trên toàn thế giới". Năm 2022, Nashville Songwriters Association International vinh danh Swift là nhạc sĩ sáng tác ca khúc của thập kỷ nhằm ca tụng thành công của cô với tư cách là một người viết lời. Năm 2023, cô được trao Giải thưởng sáng tạo tại Giải thưởng Âm nhạc iHeartRadio nhờ vào "sức ảnh hưởng của cô đối với văn hóa nhạc pop trên toàn cầu", còn Time thì đã đưa tên cô vào danh sách Nhân vật của năm, và Swift trở thành nghệ sĩ giải trí đầu tiên trong lịch sử 96 năm của danh sách nhận được danh hiệu này.
Nhiều sự vật và địa điểm đã được đặt theo tên của Swift. Bảo tàng và Đại sảnh Danh vọng nhạc đồng quê tại Nashville, Tennessee đã thành lập trung tâm giáo dục Taylor Swift nhằm tổ chức các hoạt động liên quan đến chương trình giảng dạy cho các nhóm trường, chương trình âm nhạc, hội thảo và tọa đàm về sách xuất bản. Swift đã được Đại học New York trao bằng danh dự Tiến sĩ ngành Mỹ thuật vào năm 2022 vì là "một trong những nghệ sĩ thành công và nổi tiếng nhất trong thế hệ của cô". Cô đã có hai loài sinh vật được đặt theo tên của mình: Nannaria swiftae, một loài cuốn chiếu đặc hữu ở quê hương Tennessee của cô, và Castianeira swiftay, một loài nhện được phát hiện tại Costa Rica. Các nhà thực vật học đặt tên cho một chiếc máy cảm biến từ xa giám sát kiểu hình ở thực vật là TSWIFT (loại máy quang phổ hình tháp có lắp bánh xe chuyên dụng trong việc quan sát liên tục theo thời gian). Jerry Weiers, thị trưởng của thành phố Glendale, đã thông báo Glendale sẽ đổi tên thành "thành phố Swift" trong các ngày 17 và 18 tháng 3 năm 2023 nhằm chào đón sự kiện mở màn cho chuyến lưu diễn The Eras Tour của Swift. Santa Clara, thành phố công nghệ nằm ở Bắc California, đã được đổi tên thành "Swiftie Clara" trong những ngày diễn ra chuyến lưu diễn đó của cô.

## Sự nghiệp âm nhạc

### Hồi sinh nhạc đồng quê

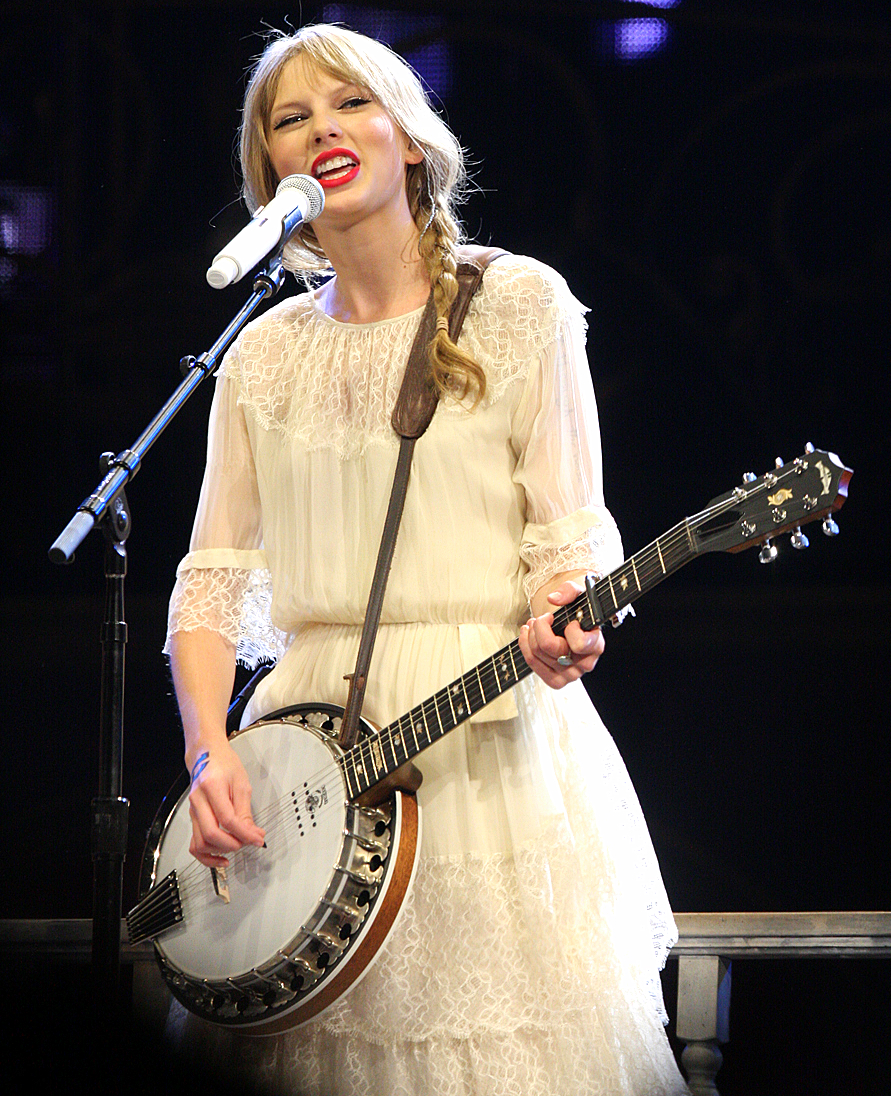
Swift biểu diễn "Mean" trong chuyến lưu diễn Speak Now World Tour (2012) tại Sydney, Úc

Swift là người có công lớn trong việc tái định hình và hồi sinh lại bối cảnh dòng nhạc đồng quê của thế kỷ 21. Theo Tom Roland của Billboard, khung cảnh nhạc đồng quê ngày nay "đã khác hơn rất nhiều" nhờ vào công lao trong sự nghiệp của Swift, và một số nhà phê bình đã xem việc đó là "không chính thống". Rosen đã công nhận Swift là nghệ sĩ nhạc đồng quê đầu tiên có danh tiếng vươn ra xa nước Mỹ và ghi dấu ấn trên toàn thế giới, vì cô đã thể hiện chất liệu "hiện đại, chủ nghĩa quốc tế và tuổi trẻ" ở ngay chính thể loại âm nhạc mà theo truyền thống là luôn đại diện chủ nghĩa bảo thủ, chủ nghĩa địa phương và chỉ dành cho người già hay nghe. Thậm chí, thành tích bảng xếp hạng của cô còn vươn tới châu Á và Anh Quốc trong khi ở những nơi đó thì nhạc đồng quê kiểu Mỹ gần như vô danh. Tính đến tháng 2 năm 2011, Fearless đã tẩu tán 400 nghìn bản thuần ở Hồng Kông, Đài Loan, Indonesia và Philippines. Sau khi Swift nổi tiếng, các hãng thu âm nhạc đồng quê bắt đầu đổ xô đi ký hợp đồng với những ca sĩ trẻ có khả năng sáng tác nhạc cho riêng bản thân. Vào năm 2008, Sasha Frere-Jones của The New Yorker gọi Swift là "sinh viên có kỹ năng phi thường về các giá trị đã được thiết lập". Frere-Jones viết thêm, khi còn là người mở đầu chương trình cho Rascal Flatts, Swift đã hiên ngang "[sải bước] ở khắp sân khấu và biểu diễn nhạc cụ gõ song ca bên thùng rác và chuyển đổi màn biểu diễn không ngừng nghỉ. Giọng ca của cô ấy luôn nhẹ nhàng, dễ thở và không hề có chút ảnh hưởng nào. Cô ấy đã đáp lại niềm phấn khích của đám đông bằng tác phong chuyên nghiệp mà cô ấy đã luôn thể hiện tính từ năm 14 tuổi." Rolling Stone cho biết thể loại nhạc đồng quê của Swift đã có tác động lớn đến dòng nhạc pop ở những năm 2010.
Theo tin từ Roland, Swift đã luôn nằng nặc đòi tự viết lời cho các bài hát của mình, và ca từ nhất quyết phải khai thác cảm hứng từ cuộc đời cô. Cô đã bước vào làng nhạc đồng quê, một thứ thể loại mà trước đây từng được người ta coi là "chỉ có người cao tuổi hát những bài nhạc sến cho những người cao tuổi khác nghe". Chỉ với những bài hát tự truyện lãng mạn và đau khổ chia tay, Swift đã lan tỏa thể loại nhạc đồng quê đến với các thế hệ trẻ có cùng lý tưởng. Mặc dù các trạm phát thanh nhạc đồng quê ở Mỹ luôn hướng đối tượng nghe nằm trong độ tuổi khoảng 25 đến 54, tuy nhiên đối tượng khán giả trẻ thưởng thức vẫn còn quá ít, và độ tuổi trung bình bị hạn chế lên đến trên 35 tuổi. Nhiều nghệ sĩ nhạc đồng quê, giám đốc điều hành nhãn hiệu ghi âm, và những người quản lý đài phát thanh đã tìm đủ mọi cách nhưng vẫn thất bại trong việc giảm độ tuổi trung bình xuyên suốt từ thập niên 1980 cho đến khi Swift xuất hiện. Một khi danh tiếng của Swift bắt đầu xúc tiến từ giai đoạn giữa cho đến cuối thập niên 2000, cùng với gam màu âm nhạc và chủ đề gây cảm hứng, khi đó độ tuổi trung bình nghe đài nhạc đồng quê bắt đầu giảm xuống quá 25 và thu hút rất nhiều bạn trẻ và thanh thiếu niên lắng nghe. Theo thông tin từ lập trình phát thanh viên John Shomby, Swift đã "gầy dựng nên thứ độ tuổi ấy và là người đầu tiên lại có thể làm được điều đó."
Swift là một trong số nghệ sĩ nhạc đồng quê đầu tiên biết tận dụng mạng Internet để làm công cụ tiếp thị, chẳng hạn như quảng bá âm nhạc của cô qua trang MySpace, đây từng là một trang mạng xã hội lớn nhất trên thế giới từ năm 2005 cho đến năm 2009. Swift đã tạo trang MySpace vào hôm trước lúc hãng thu sau này của cô, Big Machine Records, được lập ra (ngày 31 tháng 8 năm 2005), và cuối cùng là thu hút 45 triệu lượt phát nhạc qua MySpace mà theo như CEO Scott Borchetta của hãng thu đã từng kể lại là nhằm thuyết phục các đài phát thanh đồng quê "mang bản tính đa nghi" về đối tượng khán giả thích hợp của Swift. Kể từ đó, lượng theo dõi trên mạng xã hội và dữ liệu dịch vụ phát trực tuyến đã được sử dụng "để chứng minh khả năng tạo tiếng của một nghệ sĩ đối với đài phát thanh". Sisario đã ghi công Swift trong hoạt động mở rộng sức hấp dẫn của âm nhạc đồng quê, giới thiệu thể loại ấy cho nhiều khán giả trẻ hơn, và góp sức cho đài phát thanh nhạc đồng quê vượt qua Top 40 định dạng lớn nhất ở Hoa Kỳ.

### Chủ nghĩa nhạc pop lạc quan

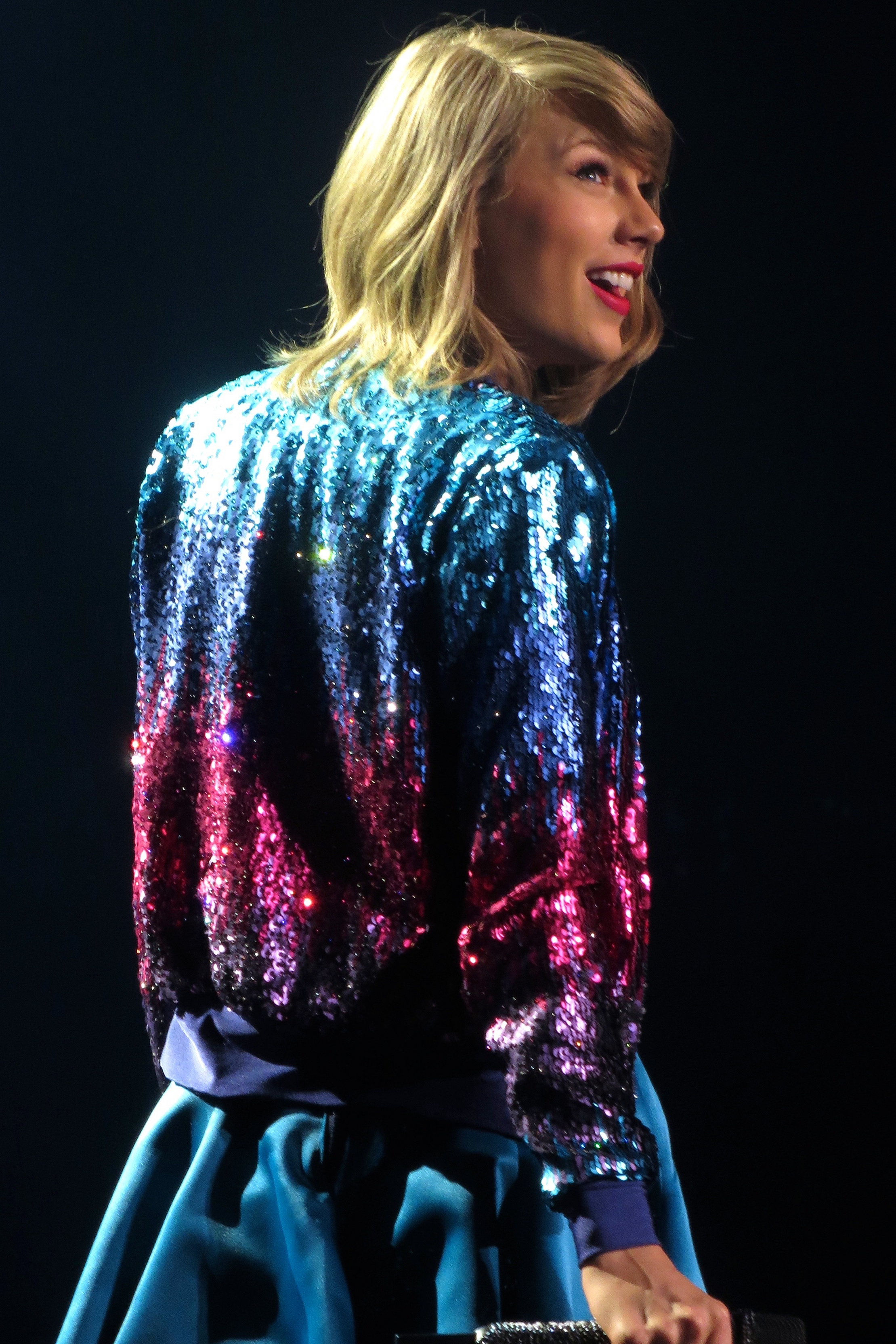
Swift đã tránh né xu hướng hòa trộn giữa thể loại urban và dance trong dòng nhạc pop để đảm bảo 1989 phải là một album "nhạc pop thuần khiết". Các nhà phê bình đã ví cô là biểu tượng nhạc pop từ đó.

Các nhà báo đã chỉ ra rõ cách thức Swift tái định nghĩa hướng đi của nhạc pop thế kỷ 21: Đó chính là mở rộng ranh giới nhận thức của nhạc pop nhằm mang lại sự gắn kết về mặt cảm xúc và tham vọng nghệ thuật mà không đánh mất thành công về mặt thương mại, bất chấp chỉ trích phê phán. Năm 2013, Rosen đã gọi Swift ở kỷ nguyên Red là một nhân vật đúng đắn: "Một người được các nhà phê bình nhạc rock yêu quý, và họ vốn không hề có chút cảm giác phản văn hóa nào với cô ấy cả", khiến cô trở nên khác biệt với những ngôi sao nhạc pop đi theo xu hướng "rực cháy" của kỷ nguyên đó. Năm 2016, Roland nói rằng Swift "đã chinh phục được dòng nhạc đồng quê, và thực hiện một động thái chưa từng có đó chính là chuyển tiếp cuộc đời sang một nghệ sĩ nhạc pop hoàn toàn với album phòng thu 1989 mới nhất của cô ấy mà không hề có bất cứ vết sạn nào cả." Nhờ chính thành công về mặt thương mại của 1989 mà đã thay đổi hình tượng cô gái trẻ hát nhạc đồng quê của Swift thành một ngôi sao nhạc pop hoàn toàn chính thức. Các đĩa đơn trong album vừa kể được phát đi phát lại rất nhiều lần ở nhiều trạm phát thanh Mỹ suốt một năm rưỡi tính từ ngày được cho ra mắt, và đến cả Billboard còn phải công nhận đây là "một kiểu văn hóa hiện diện khắp nơi" hiếm có đối với một album được ra lò vào những năm 2010.
Học giả nhân văn Shaun Cullen mô tả Swift là hình mẫu của "đỉnh cao nhạc pop hậu thiên niên kỷ". Theo lời kể của Jay Willis đến từ trang GQ, Sasha Geffen của Vulture và Hannah Mylrea phía bên NME, họ đều nhận định công trình 1989 đã tránh né các thể loại hay hòa trộn với thể loại khác như hip hop và R&B đương đại, và truyền cảm hứng cho những nghệ sĩ trẻ tuổi khai phá "nhạc pop thuần khiết" và xu hướng âm thanh hoài cổ theo phong cách những năm 1980. Ian Gormely của The Guardian gọi Swift là người tiên phong chủ nghĩa nhạc pop lạc quan (poptimism), thay thế xu hướng dance và urban bằng niềm đam mê tham vọng. Anh viết rằng quá trình chuyển đổi sang nhạc pop của Swift đã là minh chứng cho "sự thành công trên bảng xếp hạng và tầm nhìn nghệ thuật rõ ràng, hai đặc điểm này vốn dĩ không hề loại trừ lẫn nhau." Geffen cho rằng sự thành công trong quá trình chuyển đổi nhạc pop của Swift là nhờ vào ca từ của cô bắt nguồn từ sự gắn kết cảm xúc thành nhiều tầng lớp, còn hơn là những chủ đề hời hợt vô nghĩa đang thống trị nhạc pop chính thống.
Theo cây bút Lucy Harbron bên tạp chí Clash, các siêu sao nhạc pop như Dua Lipa sẽ chẳng bao giờ tồn tại nếu như Swift đã không bình thường hóa việc pha trộn nhiều thể loại nhạc pop khác nhau trong 1989, đương nhiên cũng nhờ album này mà đã kéo theo những xu hướng rõ rệt ở những nghệ sĩ nhạc pop khác từ đó. Theo Neil Smith bên BBC, 1989 đã mở đường cho những nghệ sĩ "không muốn bị dồn vào những thể loại âm nhạc tách biệt". Năm 2022, các nhà phê bình Sam Sanders và Ann Powers coi Swift là "sự kết hợp thành công đáng ngạc nhiên giữa ngôi sao nhạc pop sáng chói tới hàng megawatt và ca sĩ kiêm nhạc sĩ sáng tác ca khúc trong phòng thu tại nhà tựa như phòng ngủ."

### "Tắc kè hoa" đa dạng thể loại

Cây đàn guitar Les Paul và micro của Swift trong chuyến lưu diễn The Red Tour (2012–2013) được đặt trong bảo tàng nhạc cụ âm nhạc của Phoenix

Swift đã mạo hiểm khám phá nhiều thể loại khác nhau và thực hiện những đổi mới nghệ thuật trong suốt sự nghiệp của mình. Pitchfork cho rằng vào năm 2021, Swift đã vĩnh viễn thay đổi bối cảnh hòa nhạc bằng một loạt bản ghi âm "nghe độc đáo" thích ứng với những chuyến biến trong xu hướng âm nhạc và văn hóa. Harbron cho biết sự nghiệp trải dài trên nhiều thể loại âm nhạc của Swift đã tạo động lực cho các đồng nghiệp của cô thử nghiệm những chất liệu đa dạng. BBC và Time gọi Swift là "tắc kè hoa của âm nhạc" vì lẽ đó. Swift cho hay, ngay cả cô cũng tự "biết mình phải liên tục đổi mới" trước khi các hãng thu âm kịp thời tìm cách thay thế đào thải cô.
Chính album phòng thu thứ tư Red của Swift đã góp dầu vào lửa cho các cuộc tranh luận gay gắt về việc phân thể loại nhạc của Swift, vì vào thời điểm đó cô vẫn còn là một nghệ sĩ hát nhạc đồng quê, nhưng Red lại chứa đựng các yếu tố pop, nhạc điện tử và nhạc rock nặng nề. Bản thân Swift cũng cho biết, cô luôn sẵn sàng để cho người khác mặc sức dán nhãn thể loại cho sản phẩm của cô. Nhiều ngòi bút đánh giá nhận định rằng, Red đã cho thấy biểu hiện chuyển đổi tất yếu của Swift sang nhạc pop chính thống. Người đưa tin Randall Roberts của Los Angeles Times đã công nhận Red chính là "tác phẩm ca nhạc đại chúng nước Mỹ được kết xuất hoàn hảo", chẳng cần quan tâm đó là nhạc pop hay là nhạc đồng quê. Jon Caramanica bên The New York Times mệnh danh Swift là "ngôi sao nhạc pop trong bối cảnh đồng quê". Theo Harbron, Red chính là minh chứng để cho công nghiệp âm nhạc nhận thấy rõ: avant-garde không chỉ là phương thức tiếp cận âm nhạc đầy tính thử nghiệm mà đó còn là cách Swift "mở đường cho mọi nghệ sĩ khác" kết hợp nhiều thể loại vào một album ngay từ năm 2012.
Hậu kỷ nguyên album 1989, Swift cho phát hành đột xuất Folklore và Evermore, và lần này là hỗn hợp của các phong cách thể loại nhạc indie, dân gian đương đại, chamber pop, và alternative rock. Hai album đó đã kéo giãn gu nhận thức của công chúng đối với âm nhạc của Swift ra xa hơn, và nhiều cây viết đánh giá đã diễn tả bộ sưu tập của Swift giống như tập hợp những bản ca đa thể loại đa trường phái và không đồng nhất. Sau khi Swift chứng minh sức hút của phong cách emo trong nhạc rock, nhiều bài hát của Swift được nhiều nghệ sĩ chuyên pop punk và metalcore hát lại. Ca-nhạc sĩ người Mỹ Noah Kahan còn bảo rằng Folklore và Evermore đã giúp vực dậy sự tò mò quan tâm của công chúng đối với nhạc folk, và Billboard đã nhấn mạnh Swift có khả năng "lôi kéo bất kỳ âm thanh nào đi vào quỹ đạo âm nhạc đại chúng mà cô ấy muốn" và "cho thấy một nghệ sĩ hoàn toàn có thể thay đổi (gu thể loại) tùy ý".

### Sáng tác ca từ
Nate Sloan, The Independent (2022)
Swift về cơ bản là một nhạc sĩ sáng tác bài hát giàu có ở Nashville mà theo Rosen là đã "đắm chìm trong kỹ thuật và cách kể chuyện của Music Row". Những bài hát của cô nổi tiếng đem lại cảm xúc đam mê và rạo rực điên cuồng. Theo Zoya Raza-Sheikh bên The Independent, Swift hoàn toàn có thể cân bằng các chủ đề phổ quát với tính đặc thù cao độ, và cô còn sở hữu "tài năng kỳ lạ trong việc phản ánh nỗi đau cảm xúc của thế giới qua lăng kính của chính cô ấy." Nhờ vào lời bài nhạc đầy cảm xúc cá nhân và dễ bị tổn thương, cây bút viết báo âm nhạc Nick Catucci cho rằng Swift đã tạo tiền đề giúp cho những ca sĩ thế hệ tiếp theo như Ariana Grande, Halsey và Billie Eilish bắt chước theo phong cách đó. Giáo sư Hannah Wing của Đại học bang Wichita cho rằng yếu tố đưa Swift nổi tiếng là nhờ vào sự quen thuộc đời thường, hay nói cách khác là cô đã khai thác triệt để "cảm giác gần gũi" vào trong âm nhạc của cô. Theo giáo sư sáng tác ca khúc Scarlet Keys tại Cao đẳng âm nhạc Berklee, Swift đã "nhào trộn thơ ca với lối nói thông tục và hiện đại", và thường sử dụng các thủ pháp văn thơ nhưng vẫn giữ bản chất "thực tế", chẳng hạn như trong các bài hát "Mean" (2011) hoặc "Shake It Off" (2014). Tương tự như vậy, nhà báo Sam Corbin đưa tin cho The New York Times đã ví Swift là "một người lập dị về ngôn ngữ, viết lời bài hát chuyển đổi giữa ẩn dụ đối lập nhau và thú tội bắt tai."
Theo Raza-Sheikh, Swift đã lột tả tính cách ngây thơ thời niên thiếu của bản thân thông qua các album như Fearless và Speak Now và gây tiếng vang lớn đến đông đảo khán giả. Nối tiếp sau đó, cô đã cho ra mắt các đĩa nhạc trưởng thành đày đặn kinh nghiệm như Red và 1989, nhằm thể hiện sự tự tin của cô trong việc xác định câu chuyện của mình và hoàn toàn "không hề sợ làm đảo lộn thực trạng và khiến giới chuyên môn bất bình". Swift đã "nhập vai phản diện" trong Reputation, và phải đến Folklore và Evermore, một số nhà phê bình mới bắt đầu để ý đến tính nghệ thuật âm nhạc của Swift. Các nhà bình luận coi cả hai album Folklore và Evermore là những tác phẩm thi ca và bối cảnh hóa thành "những dự án giãn cách xã hội do đại dịch COVID-19" hoặc là hoặc "album cách ly". Uproxx nhấn mạnh Folklore đã làm đổi thay cả tông màu âm nhạc trong năm 2020. Cây bút Tom Hull viết rằng Swift "đã bắt kịp được tinh thần của thời đại" với Folklore. The New York Times và Vogue xướng tên Folklore là một trong những khoảnh khắc tuyệt vời nhất "trong kỷ nguyên COVID".
Học giả người Anh Jonathan Bate đã tuyên dương Swift là "nhà thơ thực thụ" và ưu ái so sánh cô với những nhân vật trong làng văn học như William Shakespeare, Ernest Hemingway, William Wordsworth, Charlotte Brontë và Emily Dickinson, và chắp bút rằng cô đã có trí óc "cảm thụ văn chương" mà nhiều ngôi sao nhạc pop khác hoàn toàn không có. Giáo sư người Anh Stephanie Burt tại Đại học Harvard cho rằng kỹ năng sáng tác của Swift rất hiếm thấy "ở cả cấp độ vĩ mô của việc sáng tác, trình bày tự sự hoặc một ý tưởng, cũng như cấp độ vi mô trong việc lồng ghép các nguyên âm và phụ âm lại với nhau." Swift trở thành nhạc sĩ sáng tác bài hát được tìm kiếm Google nhiều nhất mọi thời đại. Từ khóa "Swiftian" đã được nhiều nhà làm báo âm nhạc sử dụng để miêu tả các công trình tác phẩm có liên quan hoặc làm gợi nhớ đến Swift. Theo lời nhận định của Andrew Unterberger viết cho tạp chí Billboard, Swift đã nâng "mức trần thương mại" cho ca-nhạc sĩ nhằm đem lại lợi ích cho các nghệ sĩ vốn chú trọng vào các chủ đề cá nhân như Zach Bryan và SZA. Các bài hát cùng ca từ của Swift cũng đã tạo động lực giúp cho nhiều người học tiếng Anh, đặc biệt là những người hâm mộ bên ngoài vùng văn hóa tiếng Anh (anglosphere).

## Thành công thương mại
Những con số này đặc biệt khó xảy ra nếu như bạn chỉ xem xét bài nhạc và nhạc sĩ sáng tác trình diễn ở đằng sau nó. Swift là một mẫu người độc lạ. Trước cô ấy thì chẳng có tiền lệ lịch sử nào cả. Hành trình trở thành ngôi sao của cô ấy đã thách thức những mẫu mực sẵn có: cô ấy va chạm với những thể loại âm nhạc, những kỷ nguyên, nhiều loại đối tượng khán giả, các mô phạm và đại đa số trào lưu. Cô ấy là người Mỹ tiểu bang Pennsylvania hóa thành ca sĩ nhạc pop đồng quê dành cho lứa teen, một ngôi sao Nashville sẵn sàng lọt vào Top 40, một ca-nhạc sĩ đầy tâm tư luôn hóa trang thành diva nhạc pop toàn cầu. Chất nhạc của cô ấy là một sự kết hợp giữa phong cách quê nhà lập dị và phong cách công nghiệp đại chúng tỏa sáng lấp lánh, giữa Etsy và Amazon lại với nhau theo cách thức mà chúng tôi chưa từng được nghe kể qua.
Swift nổi tiếng là "người đứng đầu bảng xếp hạng trường tồn qua thời gian" theo Time. Các đĩa nhạc của Swift đã đạt thành công thương mại vang dội ở mọi định dạng và chuyên mục thể loại. Rosen đã cảm thấy đây là điều chưa từng có trong lịch sử và đã bác bỏ những quan niệm thường hay bảo ban về thành công thương mại ở âm nhạc trong thế kỷ 21. Billboard cũng coi Swift là "tấm gương cho sự thành công về mặt thương mại với vai trò là một nghệ sĩ thu âm". Vào cuối những năm 2010, nhiều ấn phẩm đã nhìn nhận các album bán được hàng triệu bản của Swift là một điều đặc thù trong ngành công nghiệp âm nhạc dưới triều đại streaming lên ngôi, bởi kỷ nguyên album đã đi đến hồi kết sau khi doanh số tiêu thụ album sụt giảm nặng nề trong khi ngược lại, các album của Swift vẫn luôn trong tình trạng "cháy hàng". Do vậy, các nhà âm nhạc học Mary Fogarty, Gina Arnold và Paul Théberge gọi Swift là "người bất thường". Spencer Kornhaber bên The Atlantic đã phát biểu vào năm 2021 rằng "triều đại" của Swift đã đặt dấu chấm hỏi to lớn cho một trong những quy luật chung rằng: Thời kỳ đỉnh cao về mặt thương mại của một nghệ sĩ chỉ kéo dài trong một vài năm.

### Trong nước
Swift là một nghệ sĩ cực kỳ thành công trên nhiều bảng xếp hạng Billboard và ghi lại nhiều dấu ấn trong việc kéo giãn ranh giới thành công thương mại ra xa hơn. Cô được xếp thứ 8 trong danh sách Nghệ sĩ xuất sắc nhất mọi thời đại của Billboard dựa trên diễn biến thương mại của một nghệ sĩ âm nhạc, và cô còn là nghệ sĩ thế kỷ 21 duy nhất lọt vào top 15 của danh sách này. Swift là nghệ sĩ đứng đầu Billboard Artist 100 lâu nhất (78 tuần liên tục); nghệ sĩ solo có số tuần quán quân trên bảng xếp hạng Billboard 200 nhiều nhất (62); phụ nữ có nhiều album quán quân trên Billboard 200 nhất (12); có số bài hát lọt vào Hot 100 nhất (212); có số bài hát lọt vào top 10 của Hot 100 nhất (42); có nhiều tuần đứng đầu bảng xếp hạng Top Country Albums nhất (99); nghệ sĩ có nhiều bài hát số một trên Digital Songs nhất (26); có nhiều bài hát quán quân trên Pop Airplay nhất (12); và có bài hát thời lượng dài nhất đứng đầu Hot 100 ("All Too Well (10 Minute Version)"). Swift là nghệ sĩ âm nhạc đầu tiên và cũng là người duy nhất độc chiếm top 10 bảng xếp hạng Hot 100, và được xếp số một trong các danh sách nghệ sĩ Billboard Year-End ở ba thập kỷ liên tiếp (2009, 2015 and 2023).
Các nhà phê bình khẳng định sức mạnh thương mại của Swift là vô song không ai cạnh tranh được, bởi vì cô rất thành công trong việc phân bố đều đặn công trình âm nhạc của mình ở nhiều định dạng như phát trực tuyến, doanh số bán album thuần túy và doanh số bán bản nhạc. Cô là nghệ sĩ duy nhất trong lịch sử Luminate Data có tới sáu album (hoặc nhiều hơn hai album) gồm có Speak Now, Red, 1989, Reputation, và Midnights đã được tẩu tán hơn một triệu bản thuần chỉ trong vòng một tuần lễ. Theo tạp chí New York, chính những số liệu bán hàng vừa kể đã chứng tỏ Swift là người "đang điều khiển ngành công nghiệp âm nhạc theo ý muốn của cô ấy". Financial Times và I-D gọi Swift là "siêu sao nhạc pop cuối cùng" có khả năng tạo ra con số doanh thu chưa từng thấy kể từ kỷ nguyên "nhóm nhạc nam thập niên 1990" – kỷ nguyên mà được coi là đỉnh cao thương mại của sự nghiệp kinh doanh âm nhạc tại Hoa Kỳ.

### Quốc tế
Liên đoàn Công nghiệp ghi âm Quốc tế (IFPI) đã xướng tên Swift là Nghệ sĩ thu âm toàn cầu của năm vào các năm 2014, 2019 và 2022 vì cô chính là nghệ sĩ có sản phẩm ca nhạc được tiêu thụ nhiều nhất trên toàn cầu trong những năm đó, và cô còn là nghệ sĩ duy nhất đạt được danh hiệu này ba lần. Charlotte Kripps bên The Independent cho biết Swift đã người đã hồi sinh thể loại nhạc đồng quê ở quốc tế và đưa đến thể loại này với khán giả mới ở Anh Quốc. Swift cũng trở thành nghệ sĩ nhạc đồng quê đầu tiên đạt được thành công trên bảng xếp hạng ngoài Anglosphere. Rosen mô tả cô là "ngôi sao toàn cầu thực sự đầu tiên" của thể loại này, và đang xây dựng cộng đồng những người hâm mộ tận tâm ở các thị trường nước ngoài như Ireland, Brazil và Đài Loan, mà vốn dĩ nhạc đồng quê kiểu Mỹ không phổ biến ở những nước đó. Jakarta, Thành phố Quezon và Singapore là những thành phố lớn nhất của cô ở các nền tảng phát trực tuyến.
Swift đang nắm giữ một số thành tích độc nhất trên bảng xếp hạng mọi thời đại ở Úc, Ireland và Anh Quốc. Năm 2021, cô trở thành nghệ sĩ đầu tiên có ba album quán quân trên U.K. Albums Chart trong vòng dưới một năm, phá kỷ lục 54 tuổi đời của The Beatles. Trên các nền tảng âm nhạc Trung Quốc, các album của cô là một trong những album bán chạy nhất mọi thời đại và đã mang lại cho cô thu nhập cao nhất đối với một nghệ sĩ nước ngoài ({{currency}} – invalid amount (help)). Cô là nghệ sĩ nữ lưu diễn có doanh thu cao nhất thế giới trong thập niên 2010. Theo Annabelle Heard, giám đốc điều hành của Hiệp hội Công nghiệp ghi âm Úc (ARIA), Swift "đã hoàn toàn tái thiết câu chuyện về những gì một nghệ sĩ solo có thể đạt được."
Trên trang Spotify, Swift là nghệ sĩ nữ được phát nhạc trực tuyến nhiều nhất trên toàn cầu, nghệ sĩ duy nhất nhận được hơn 200 triệu lượt nghe trong một ngày, và là nghệ sĩ nữ đầu tiên đạt 100 triệu lượt nghe hàng tháng. Midnights là album được phát nhiều nhất trong một ngày với con số 186 triệu lượt stream, và là album đầu tiên thu về 700 triệu lượt phát trên toàn cầu chỉ trong vòng một tuần. Variety gọi Swift là "Nữ hoàng streaming" (Queen of Stream). Swift cũng là nghệ sĩ nữ được phát nhiều nhất trên nền tảng Apple Music và đồng thời lập kỷ lục mọi thời đại về số lượng người nghe nhiều nhất đối với bất kỳ nghệ sĩ nào trong một năm tại nền tảng đó. Phó chủ tịch của Apple Music, Oliver Schusser, đã tuyên bố, "Cô ấy là một nghệ sĩ định nghĩa thế hệ và là tác nhân thay đổi thực sự trong ngành công nghiệp âm nhạc. Cũng như, chắc chắn tác động và sức ảnh hưởng của cô ấy sẽ còn cảm nhận được trong nhiều năm tới."

### Các sản phẩm ca nhạc ở định dạng truyền thống
Swift nổi tiếng nhờ vào doanh số "khủng" trong việc tiêu thụ đĩa CD và đĩa than vinyl ở thế kỷ 21, trong khi thị trường âm nhạc đã phần lớn chuyển sang định dạng kỹ thuật số. Cô đã góp phần thúc đẩy sự hồi sinh của đĩa than và được coi là nhà vô địch của các cửa hàng băng đĩa độc lập nhỏ lẻ. Swift đã sản xuất và cung cấp các phiên bản đĩa LP album của mình độc quyền tại các doanh nghiệp nhỏ nhằm thúc đẩy doanh số bán hàng cho họ. Trong đại dịch COVID-19, cô đã quyên góp miễn phí LP của cô cho các cửa hàng băng đĩa. Evermore đã nắm giữ kỷ lục bán đĩa vinyl LP trong tuần lớn nhất ở Hoa Kỳ tính từ thời điểm Luminate Data thành lập vào năm 1991, và kể từ đó đã bị Red (Taylor's Version) của Swift vượt qua với doanh số 112.000 đĩa vinyl LP, và Midnights với 575.000 bản LP. Midnights là album thế kỷ 21 đầu tiên bán được hơn một triệu đĩa than LP tại Hoa Kỳ. và hơn 80.000 đĩa LP tại Anh Quốc trong một năm. 1989 (Taylor's Version) đã bán được 1,014 triệu đĩa than ở Mỹ vào năm 2023, trở thành album vinyl đầu tiên tẩu tán được triệu bản trong một năm dương lịch tính từ lúc tracking bắt đầu và album của Swift chiếm 7% doanh số bán vinyl vào năm 2023. Album còn giúp cho doanh số tiêu thụ đĩa than hàng năm ở Anh Quốc đạt gần sáu triệu bản, cao nhất trong vòng 33 năm vừa qua. Nhờ sự ủng hộ của Swift đối với các cửa hàng băng đĩa độc lập mà lễ hội Record Store Day (RSD) đã ghi danh Swift là đại sứ toàn cầu đầu tiên của họ.

## Nhạy bén trong kinh doanh
"Ở độ tuổi 33, ngôi sao nhạc pop Taylor Swift là một trong những nhà lãnh đạo doanh nghiệp có sức ảnh hưởng nhất thế giới. Cô ấy đã hơn hẳn các nhà điều hành âm nhạc đang cạnh tranh để kiểm soát quyền bài hát của cô ấy, tranh đấu với các gã khổng lồ công nghệ và bán được album với số lượng cao kỷ lục. Cô ấy biết cách củng cố lòng trung thành của người hâm mộ bằng cách trò chuyện trực tiếp với họ ở môi trường trực tuyến, rồi tiếp đến mới chính là chiến lược tiếp thị."— Anne Steele, The Wall Street Journal

Swift nổi tiếng là một nữ doanh nhân thông thái. Các nhà báo mô tả cô là một "thiên tài tiếp thị vô địch" có "siêu năng lực nhạy bén trong kinh doanh" và là một hình mẫu doanh nhân. Theo Steele, chính sự nghiệp "đầy sóng gió và thắng thế" của Swift đã rút ra được những bài học về quản lý bên ngoài ngành công nghiệp âm nhạc. Chuyên gia kinh tế Paul Krugman đã phản biện, "Là một người hay hoài nghi bẩm sinh như tôi đây, tôi muốn gán sự nổi tiếng của cô ấy với cường điệu tiếp thị. Sự thật đáng buồn thay, cô ấy là một người viết bài hát kiêm nhạc sĩ tài năng với nhiều hiện diện đáng chú ý trên sân khấu." Năm 2024, Billboard đã xếp Swift đứng đầu danh sách Power 100 của năm, và đó là bảng xếp hạng người điều hành ngành âm nhạc có ảnh hưởng nhất. Tác giả viết báo Melinda Newman nhận xét, Swift là một thế lực lâu dài trong ngành kinh doanh âm nhạc, sẵn sàng cam kết đổi mới và mạo hiểm để "gặt hái những phần thưởng đáng kể" cho phần còn lại của ngành công nghiệp âm nhạc.

### Tên và thương hiệu

Pitchfork đã xem tên của Swift là một thương hiệu.

Nhiều tác giả đã so sánh Swift với các thương hiệu truyền thông, tập đoàn và thương hiệu phụ nữ. Theo The Ringer, Swift là một "sinh quyển âm nhạc có mặt khắp nơi đối với chính cô ấy" và cô đã đạt được một kiểu thành công mà "có thể biến một con người thành một tổ chức, thành một đề tài không thể tránh khỏi." Người viết lách Elamin Abdelmahmoud đồng tình và bảo rằng, Swift là một tổ chức có những kết quả kinh tế, thương mại và văn hóa. Nhà xuất bản âm nhạc Matt Pincus ví Swift giống như "một thương hiệu sở hữu trí tuệ" hệt Vũ trụ Mở rộng DC, còn Fortune thì so sánh cô với Vũ trụ Điện ảnh Marvel. Nhà kinh tế lao động Carolyn Sloan ví Swift là "một tập đoàn lớn về cơ bản hoạt động trong nhiều lĩnh vực". Theo công ty khảo sát Internet AskPro, "Nếu Taylor Swift là một nền kinh tế thì cô ấy sẽ lớn hơn 50 quốc gia. Hễ cô ấy là một tập đoàn thì số điểm Net Promoter Score của cô ấy sẽ khiến cô ấy trở thành thương hiệu được ngưỡng mộ thứ tư." Các nhà báo CNN đã giải thích tác động của thương hiệu của cô. Bryan Mena phát biểu rằng Swift "không cần phải điều hành một công ty lớn hay lãnh đạo một ngân hàng trung ương để có được sức mạnh kinh tế to lớn, và cô ấy đã đạt được những thành tựu đáng chú ý gây ấn tượng đối với bất kỳ nhà lãnh đạo doanh nghiệp điển hình nào đang điều hành một doanh nghiệp được liệt vào danh sách Fortune 500", còn Scottie Andrew thì nhận xét rằng các hãng thông tấn và công ty thường sử dụng tên của cô trong các tiêu đề, phỏng vấn, nội dung có thương hiệu và sản phẩm để tận dụng danh tiếng của cô.
Theo Giáo sư R. Polk Wagner tại Đại học Luật Pennsylvania, nhờ việc Swift gắn kết ca từ với nhiều loại hàng hóa và dịch vụ thông qua đơn đăng ký nhãn hiệu đã cho thấy mức độ hiểu biết của cô rằng "cô ấy lớn hơn cả âm nhạc". Ông cho biết thêm, "Điều đó giống như một quyền xây dựng thương hiệu hơn nếu như xem Taylor Swift là một tập đoàn." Ngoài ra, để ngăn chặn những hoạt động "chiếm đoạt tên miền" trên không gian mạng gây ảnh hưởng tới bản thân, Swift đã mua lại tên miền của trang web khiêu dâm "taylorswift.porn" và "taylorswift.adult".

### Sự hiện diện trên mạng xã hội
Swift chính là "một trong những người được theo dõi nhiều nhất trên các dịch vụ mạng xã hội" kiêm "cường quốc về truyền thông tấn xã", theo Entrepreneur. Cô là người được theo dõi nhiều nhất Instagram từ tháng 9 năm 2015 cho đến tháng 3 năm 2016, là người liên tục có ảnh hưởng trên Twitter, và là người đứng đầu xếp hạng Brandwatch năm 2018, 2019, và 2021. Giám đốc điều hành bán vé Nathan Hubbard bảo rằng Swift là nhạc sĩ đầu tiên "chỉ bán vé gần như trực tuyến." Nhà phê bình văn hóa Brittany Spanos cho rằng sự hiện diện trên mạng xã hội của Swift là một trong những lý do khiến cô vẫn "luôn luôn hợp thời" suốt nhiều năm liền: Swift "đã phát triển lực lượng người hâm mộ của mình trên Myspace. Cô ấy đã sử dụng Tumblr ngay từ thuở hoàng kim của nền tảng đó. Khỏi bàn đến Twitter và hiện nay, cô ấy đang sử dụng TikTok để bình luận video của mọi người."
Swift là người tiếp thị theo kiểu kết hợp giữa tương tác mạng xã hội với truyền hình. Brandwatch và Cision gọi Swift là "bậc thầy ra mắt sản phẩm âm nhạc" nhờ vào tầm hiểu biết sâu rộng về "chiến dịch giao tiếp đầy tính chiến lược và cân đối". Học giả chuyên về PR Sinead Norenius-Raniere cho hay, nghệ thuật tích hợp chiến thuật marketing của Swift gồm có: Thông báo theo lịch trình từng thời điểm trên các kênh tiếp thị, khai thác tiềm năng của cả phương tiện truyền thông dạng truyền thống và dạng số, giao tiếp đời thực "thân cận" với những người nghe nhạc để tạo niềm tin tưởng, và tận dụng đa phương tiện để tung "hé lộ" (sneak peek) cho các sản phẩm âm nhạc của cô. Billboard cho rằng Swift "luôn phù hợp lâu dài" một phần là nhờ cô "thấu hiểu khán giả của mình" và biết vận dụng các chiến dịch vốn dĩ "không hoàn toàn phù hợp với tiếng nói trong ngành". Cách thức quảng bá mới lạ của cô thông qua Midnights Mayhem with Me đã trở thành chủ đề được giới phê bình khen ngợi cho sự đổi mới. Phó giáo sư giao tiếp và truyền thông Bond Benton tại đại học bang Montclair cho biết "cách hiện diện trực tuyến của Swift đã mang chất lượng đáng nhớ, đã lôi kéo người hâm mộ cũng như những người ghét bỏ tranh luận và mổ xẻ về cô", và hoàn toàn có thể dự đoán được rằng những nhân vật công chúng muốn truyền tải lời nhắn nhủ đều sẽ phải tận dụng cách thức này.

### Chu kỳ album

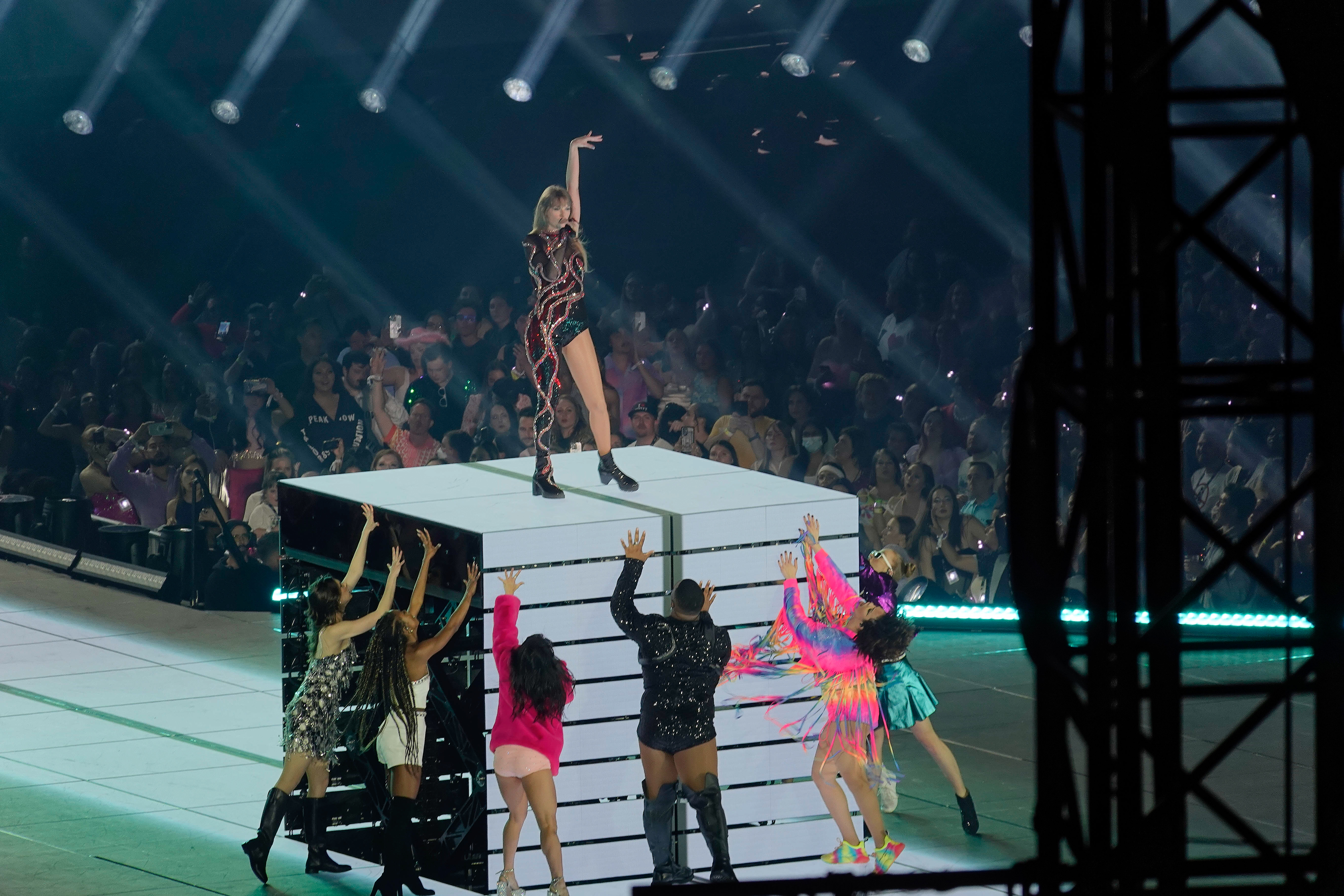
Bức hình chụp một tiết mục trong The Eras Tour lúc các vũ công diện nhiều kiểu trang phục vây quanh Swift, và những trang phục đó đến từ các "kỷ nguyên" khác của cô.

Swift nổi tiếng nhờ vào công trình album ca nhạc đa dạng chủ đề và phương thức tung album đậm tính truyền thống, đây thường được gọi là "Những kỷ nguyên" (Eras). Mỗi kỷ nguyên album trong đó là gồm có một loạt các hoạt động quảng bá đi kèm. Rolling Stone mô tả các kỷ nguyên của cô là "sự thịnh vượng về mặt truyền thông đa phương tiện" không thể tránh khỏi. Swift được ghi nhận là người đã hô biến hình thức "chu kỳ album hai năm" (bao gồm phát hành và quảng bá album) trở thành tiêu chuẩn chung của ngành công nghiệp âm nhạc. Đồng thời, cô còn giúp phổ biến thuật ngữ và khái niệm "kỷ nguyên" trong bối cảnh truyền thông rộng hơn. Dẫu thế, các nhà báo cũng khen ngợi việc Swift phát hành Evermore và đạt được thành công thương mại nhanh chóng, bất chấp chưa đầy 5 tháng sau khi vừa mới ra Folklore. Variety đã so sánh động thái này của Swift là hoàn toàn tương tự với The Beatles và U2, còn Rolling Stone thì liên tưởng cô với Prince năm 1987 và David Bowie năm 1977.
Chiến thuật tung easter egg (trứng phục sinh) cùng với những đoạn giới thiệu khó hiểu của Swift đã trở thành thông lệ trong dòng nhạc pop ngày nay. Các ấn phẩm đã so sánh đĩa hát của cô giống như một "vũ trụ" âm nhạc để những người hâm mộ, các nhà phê bình và nhà báo mổ xẻ suy đoán. Trang phục, phụ kiện, cách nói chuyện, mã màu, những con số "bí ẩn" và bao bì album tinh tế cũng có thể được Swift tận dụng làm easter egg. Cây bút đánh giá Iker Seisdodos bên El País gọi cô là "bậc thầy nghệ thuật hồi hộp". Theo nhà báo Ashley Lutz, phong cách tiếp thị của cô là "một hành động khôi hài luôn thay đổi nhằm tiết lộ các chi tiết có chọn lọc, trong khi vẫn duy trì bầu không khí bí ẩn và phấn khích", hay còn là một chiến thuật vươn xa khỏi ngành công nghiệp âm nhạc và giải trí.
Mỗi kỷ nguyên của Swift được đặc trưng theo từng thiết kế chủ đề thẩm mỹ, bảng màu, phong cách thời trang độc đáo, cùng tâm trạng và cảm xúc đi kèm theo đấy. Cô luôn đổi mới hình tượng và phong cách của mình xuyên suốt sự nghiệp và phổ biến một vài trào lưu aesthetic chẳng hạn như đính kèm ảnh chụp Polaroid trong album 1989, và phong cách cottagecore đồng quê, thơ mộng, cổ kính bên căn nhà gỗ với Folklore và Evermore. Lutz cho rằng những lần Swift chuyển đổi kỷ nguyên đã giúp mở rộng lượng người hâm mộ và sức hấp dẫn của giới phê bình. Nhà bình luận văn hóa đại chúng Jeetendr Sehdev khẳng định Swift đã cố gắng duy trì yếu tố thú vị bằng cách liên tục đổi mới bản thân "trong khi vẫn giữ được tính chân thực". Tuy nhiên, trong phần phản biện, Fairclough viết rằng "kiểu chuyển đổi đầy thẩm mỹ" của Swift cho thấy cô đang vật lộn với việc thiếu bản sắc.

### Hợp tác thương hiệu

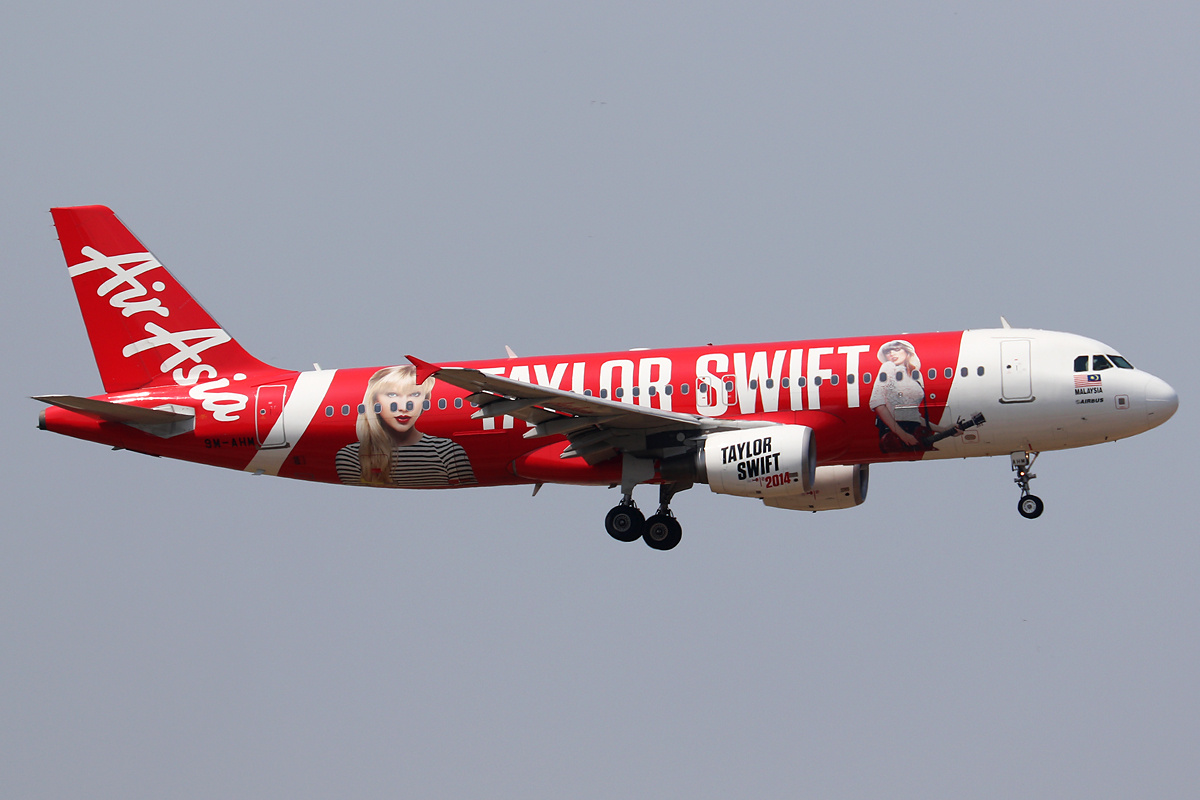
Một chiếc máy bay Airbus A320 hãng AirAsia chào mừng Swift đến với Kuala Lumpur vì lần đầu tiên cô tổ chức buổi hòa nhạc tại Malaysia vào năm 2014.

Swift là người nắm giữ trong tay nhiều bản hợp đồng nhà tài trợ doanh nghiệp. Quá trình quảng bá ca nhạc của cô có sự tác hợp với các đối tác kinh doanh chiến lược từ phía các công ty, và chuyện này vốn từng được các nhạc sĩ coi là "cấm kỵ". Chuyên gia tiếp thị Christopher Ming đã viết, "Dĩ nhiên rồi, làm việc với những nhãn hàng như Apple Music, Elizabeth Arden và Diet Coke thì bị xem là lười động não suy nghĩ. Nhưng để mà thực hiện các chiến dịch cùng với NCAA Football, Dịch vụ bưu chính Hoa Kỳ [sic] và công trình của Papa John thì cần phải có sự khéo léo tiếp thị nhất định. Dẫu thế, họ đã làm được tất." Swift đã quảng bá Red (Taylor's Version) và 1989 (Taylor's Version) bằng cách lần lượt tận dụng Starbucks và Google Tìm kiếm. Các nhà báo cho biết tác động của quá trình phát hành album của Swift "có thể cảm nhận được trên khắp cõi mạng", cùng với các thương hiệu công ty vẫn hay xác nhận rằng họ đã tận dụng "động lực" của Swift. Điều đó đã giúp kéo dài độ hợp thời về mặt văn hóa của Swift lâu hơn nữa.

## Tác động đến kinh tế

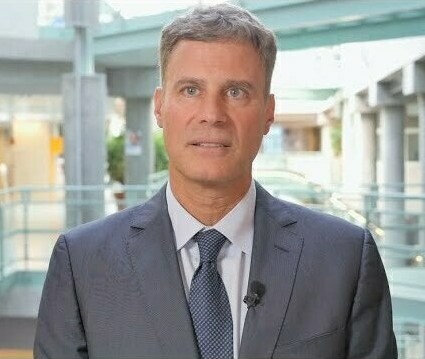
Nhà kinh tế học Alan Krueger đã nghĩ ra khái niệm "Rockonomics" và giải thích kinh tế vi mô ngành công nghiệp âm nhạc dựa trên một người mà ông coi là "thiên tài kinh tế" là Swift.

Các nhà kinh tế học và nhà phê bình công nghiệp đã nghiên cứu tầm ảnh hưởng của Swift với các doanh nghiệp trên toàn thế giới, và so sánh tác động kinh tế của Swift với các vùng lãnh thổ. Theo ấn phẩm thương mại Pollstar, nếu Swift là một quốc gia thì cô sẽ trở thành nền kinh tế lớn thứ 199 trên Trái Đất giống như một quốc gia ở vùng Caribe nhỏ. QuestionPro ước tính tổng ngân sách kinh tế năm 2023 của Swift đạt đến 5 tỷ đô la Mỹ, cao hơn tổng sản phẩm nội địa (GDP) của 50 nước. Tên tuổi và mức độ hiện diện của Swift đã mang lại vô vàn lợi ích cho nhiều doanh nghiệp và thị trường khác nhau, được MarketWatch gọi đấy là "hiệu ứng thị trường chứng khoán Taylor Swift".
Mỗi đợt lưu diễn của Swift là mỗi một kênh "làm giàu kinh tế" của các nước. Theo tác giả Peggy Noonan, Swift đã làm thay đổi "các quy luật kinh tế giải trí". Nhiều bản phân tích các tác động kinh tế Swift đều tập trung nghiên cứu vào nền kinh tế "bùng nổ" xoay quanh chuyến lưu diễn của Swift, và cho rằng Swift đã thúc đẩy doanh thu du lịch, lưu trú, mỹ phẩm, thời trang, thực phẩm và du lịch của nhiều thành thị lên đến hàng triệu đô la Mỹ. Theo phóng sự của một người từng gọi tác động kinh tế của Swift là "Swiftonomics" tên Augusta Saraiva bên phía Bloomberg L.P., chính doanh số bán vé chưa từng có của The Eras Tour đã cho thấy "cú sốc cầu hậu COVID ở Hoa Kỳ" bất chấp những hậu quả suy thoái kinh tế mà đại dịch COVID-19 đã gây ra trên toàn thế giới. Los Angeles Times ví đây giống như một mô hình kinh tế thu nhỏ bao gồm nhu cầu tăng vọt, nguồn cung hạn chế, giá cả tăng cao và khách hàng "sẵn sàng chi tiêu hầu hết mọi thứ." Về sau, The Wall Street Journal gọi hiện tượng đó là "Taylornomics".

## Thách thức tiêu chuẩn công nghiệp âm nhạc
Swift chính là người đã thực hiện một loạt cải cách trong việc kinh doanh mảng âm nhạc, và cô thường được coi là người cầm cờ cho quyền lợi của nghệ sĩ. Các nhà báo ca ngợi Swift vì cô luôn luôn đặt ra những câu hỏi cho ngành công nghiệp âm nhạc và thực hiện các động thái thay đổi chính sách nền tảng phát trực tuyến, giúp đỡ nâng cao nhận thức về sở hữu trí tuệ cho các nhạc sĩ sắp nổi, định hình lại mô hình bán vé buổi hòa nhạc, và đàm phán mức bồi thường tài chính hợp lý hơn từ phía hãng thu âm cho tất cả nghệ sĩ âm nhạc. Elle cho rằng những cải cách do Swift áp đặt lên các dịch vụ phát trực tuyến là "một cột mốc đáng quan trọng trong lịch sử âm nhạc".

### Cải cách phát nhạc trực tuyến

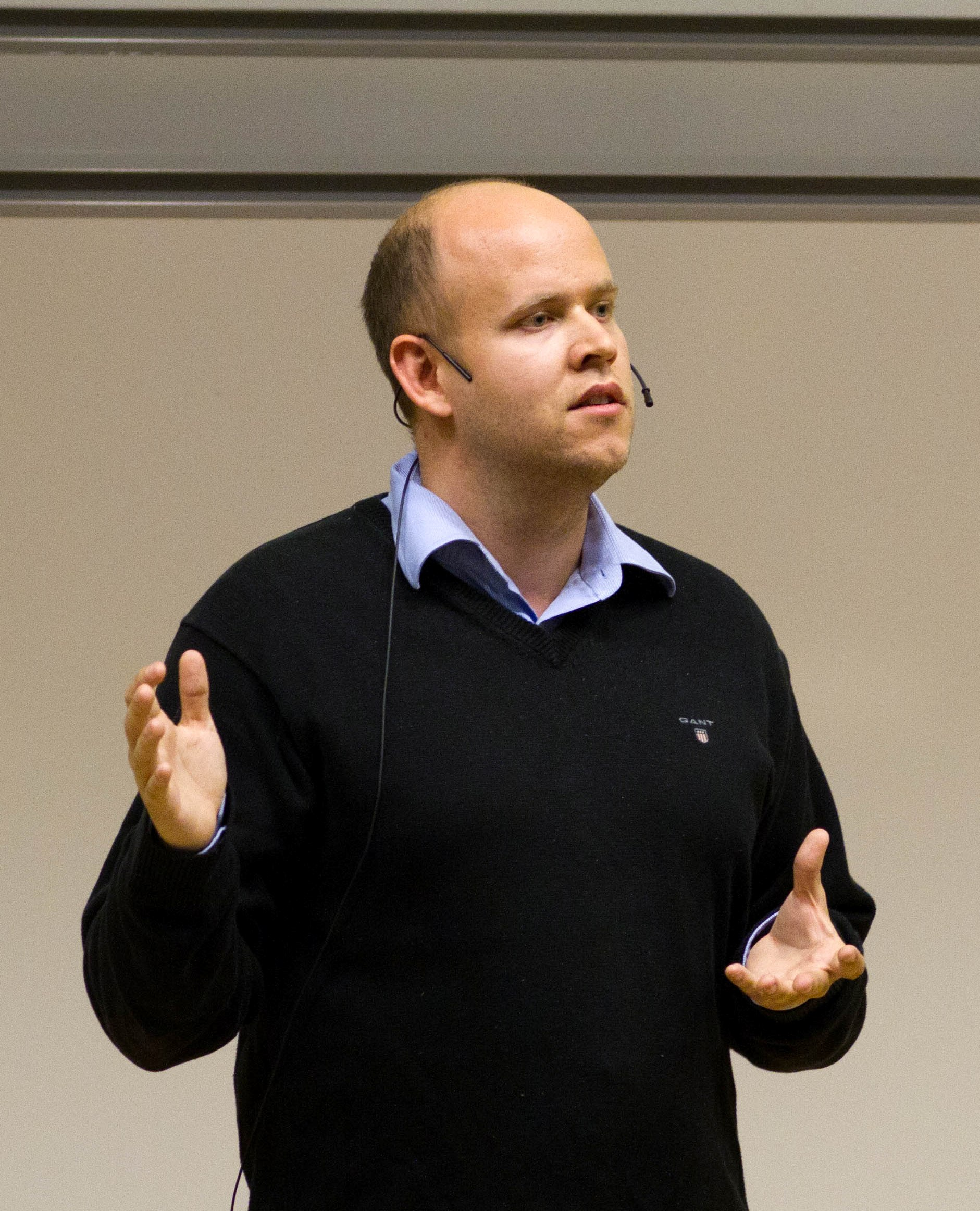
CEO Daniel Ek của Spotify đã ra sức thuyết phục Swift quay trở lại Spotify sau khi cô phát hành 1989 đạt thành công thương mại vang dội mà không cần nền tảng này.

Swift đã tranh cãi với các dịch vụ phát nhạc trực tuyến để điều chỉnh các chính sách nhằm giữ gìn tính toàn vẹn nghệ thuật. Cô cho biết các dịch vụ phát trực tuyến kỹ thuật số đã trở thành một hình thức tiêu thụ phương tiện truyền thông thống trị kể từ năm 2013, khiến doanh số bán album truyền thống giảm dần. Vào tháng 11 năm 2014, Swift thông báo rằng album tiếp theo 1989 của cô sẽ không được phát hành lên Spotify gây nên xôn xao dư luận lúc bấy giờ, nhằm phản đối khoản thanh toán "bèo bọt" của nền tảng cho các nghệ sĩ (từ 0,006 đến 0,0084 đô la Mỹ cho mỗi lượt phát trực tuyến). Ở phía mặt sau trang xã luận (op-ed) của The Wall Street Journal có viết, Swift tin rằng rằng giá trị của các tác phẩm nghệ thuật nên được các nghệ sĩ tự quyền xác định:
"Âm nhạc là nghệ thuật, và nghệ thuật lúc nào cũng quý hiếm và quan trọng. Những thứ quan trọng, quý hiếm thì đều giá trị cả. Và những thứ giá trị thì cần được trả tiền. Quan điểm của tôi là âm nhạc không phải là đồ cho tặng miễn phí, và tôi đoán những nghệ sĩ đơn lẻ và các hãng thu âm vào một ngày nào đó sẽ quyết định điểm chỉ giá của một album là bao nhiêu. Tôi hy vọng là họ không tự đánh giá thấp chính bản thân và tự làm giảm giá trị nghệ thuật của họ."

Hai giáo sư ngành quản trị kinh doanh tại Trường Kinh doanh Harvard là Karim R. Lakhani và Marco Iansiti đã xem xét vấn đề và ủng hộ quan điểm của Swift rằng các nhạc sĩ nên được tự do định giá tác phẩm của mình. Với học giả Jessica Searle, Swift đã biến âm nhạc trở thành một "hành hóa phi công cộng". Nilay Patel viết cho Vox đã chỉ trích những suy nghĩ của Swift về album và bảo rằng cô "chẳng hiểu gì về nguyên lý cung - cầu". Patel còn phản biện thêm, chính Internet đã "giết chết" định dạng album và khẳng định nhiều người tiêu thụ nhạc sẽ không còn đi ra cửa hàng mua CD của Swift nữa. Cuối cùng, Swift đã rút toàn bộ danh sách đĩa hát của mình ra khỏi Spotify, khiến hãng phải nói "Chúng tôi hy vọng cô ấy sẽ thay đổi quyết định và cùng chúng tôi xây dựng một nền kinh tế âm nhạc mới phù hợp với tất cả mọi người." 1989 đã trở thành một album thành công mỹ mãn về mặt thương mại ngay từ khi mới ra mắt, và một cây viết báo khác bên Vox Constance Grady công nhận đây hẳn là "một cú tát đầy đau đớn" cho Spotify, khiến cho dịch vụ phải kéo Swift trở về bằng việc tung một danh sách phát gửi riêng cho cô. Các công trình của Swift vẫn biến mất khỏi Spotify tận ba năm sau, Swift quyết định đưa trở lại vào ngày 9 tháng 6 năm 2017 nhân dịp cô được Hiệp hội Công nghiệp Ghi âm Hoa Kỳ (RIAA) chứng nhận cột mốc 100 triệu đơn vị. CEO Daniel Ek của Spotify phát biểu qua CBS This Morning rằng anh đã thuyết phục Swift đưa âm nhạc của cô trở lại Spotify sau khi trực tiếp gặp cô ở Nashville để "giải thích mô hình dịch vụ, tại sao phát trực tuyến lại quan trọng" và người hâm mộ của cô muốn nhạc của cô trở lại Spotify đến nhường nào.
Vào tháng 6 năm 2015, Swift viết một lá thư công khai gửi đến Apple Inc. trên nền tảng Tumblr nhằm nêu rõ vấn đề cho nghe thử miễn phí ba tháng mà Apple Music chọn cung cấp cho người dùng, nhưng lại không hề trả công các nghệ sĩ nếu người dùng đang stream nhạc của họ trong khoảng thời gian dùng thử. Cô đã cực kỳ "sốc nặng" khi hay tin Apple lại không hề trả một xu nào cho "những người sáng tác, những nhà sản xuất và những người nghệ sĩ" đối với việc người dùng nghe thử ba tháng miễn phí như vừa kể. Swift giải thích:
"Bức thư này không phải chỉ viết cho mỗi mình tôi. Bức thư này muốn nói về chuyện các nghệ sĩ và ban nhạc mới vừa mới ra mắt đĩa đơn đầu tiên của họ và không nhận được đồng xu nào cho sự thành công của đĩa nhạc đó. Bức thư này viết về một nhạc sĩ sáng tác bài hát trẻ vừa mới trải qua lần trầy vi tróc vảy đầu tiên và nghĩ rằng tiền bản quyền từ nơi đó sẽ giúp họ thoát khỏi nợ nần. Bức thư này định bàn về các nhà sản xuất đã ngày đêm vắt cạn đầu óc để đổi mới và sáng tạo, tương tự như những người đổi mới và sáng tạo tại Apple đang tiên phong trong lĩnh vực của họ... mỗi tội lại không hề được trả một đồng thanh toán nào từ các bài hát của người ấy trong suốt một phần tư năm trời. ... Ba tháng là một khoảng thời gian không công quá dài, và thật bất mãn khi muốn người ta làm mà chẳng nhận lại được gì. Chúng tôi không đòi bạn phải tặng iPhone miễn phí. Nhưng cũng xin đừng bắt chúng tôi phải cung cấp nhạc cho bạn mà không nhận được đồng tiền nào."

Swift nhấn mạnh album 1989 cũng sẽ không được đưa lên Apple Music và kêu gọi công ty thay đổi chính sách trước khi ra mắt vào ngày 30 tháng 6 năm 2015. Giám đốc điều hành của Apple Eddy Cue đã xin lỗi và hứa sẽ đảo ngược chỉnh sách. Cue nói với Associated Press rằng, "Lúc tôi vừa mới tỉnh dậy sáng nay và đọc được bức thư của Taylor viết thì chúng tôi buộc lòng phải thay đổi lại ngay." Kết cục, Apple Music chính thức ra mắt và hãng sẽ trả tiền bản quyền cho các nghệ sĩ, bất kể người dùng đang trong thời gian dùng thử ba tháng. Nhiều nhạc sĩ, tổ chức âm nhạc và nhà bình luận trong ngành đã bày tỏ lòng biết ơn với Swift sau việc đó.
Sau khi hết hạn hợp đồng sáu album với Big Machine vào năm 2018, Swift đã ký một hợp đồng toàn cầu mới với hãng thu Republic Records do Universal Music Group sở hữu. Cô tiết lộ rằng, vì là một phần của hợp đồng nên bất kỳ việc bán cổ phần nào của Universal tại Spotify sẽ dẫn đến cổ phần sở hữu không thể thu hồi được, dành cho tất cả các nghệ sĩ của Universal. Grady gọi đó là một lời hứa to lớn từ Universal "còn lâu mới được đảm bảo" cho đến khi Swift chính thức can thiệp. Jamie Powell của Financial Times phát biểu, "Một mình Swift còn quyền lực hơn cả công đoàn", và gọi cuộc đàm phán vốn cổ phần là "cổ tức đặc biệt của đồng chí Swift". Yang cho rằng hành động trên đã thể hiện "toàn bộ sức mạnh của Swift: Trong một động thái chưa từng có đã đánh dấu địa vị của cô ấy là một phiên bản của Jeanne d'Arc đang kêu gọi quyền của người sáng tạo". Năm 2023, doanh nhân người Mỹ Elon Musk đã yêu cầu Swift phát hành video âm nhạc hoặc buổi hòa nhạc của cô trực tiếp lên Twitter. Trước lời cầu xin của Ek, Cue và Musk, Fast Company cho rằng Swift là "người quyền lực nhất trong lĩnh vực công nghệ".

### Nêu cao vấn đề sở hữu trí tuệ

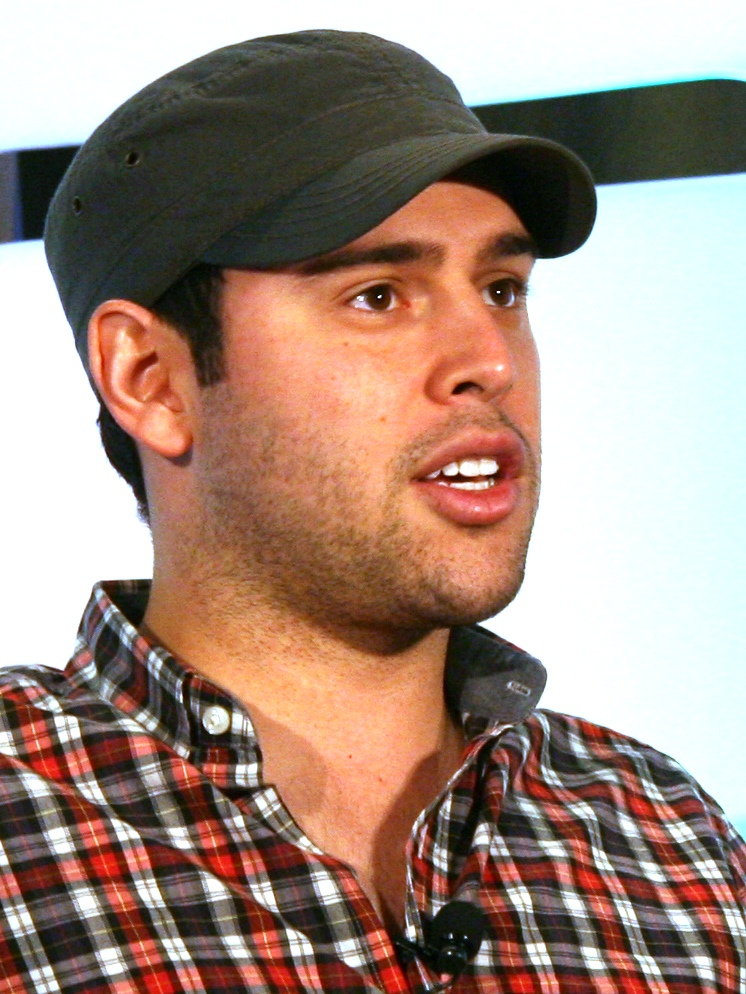
Swift tranh chấp quyền sở hữu sáu bản album đầu tiên với Scooter Braun đã lan tỏa ý thức sở hữu trí tuệ các bản thu âm hoàn chỉnh trước công chúng.

Quá trình Swift "chiến đấu" với các bản hợp đồng thu âm đầy bóc lột từ phía Big Machine để giành lại quyền sở hữu các bản hoàn chỉnh (master) đã trở thành một cuộc "cách mạng" của công nghiệp âm nhạc. Tháng 6 năm 2019, sau khi Swift dứt áo ra đi khỏi hãng thu âm cũ để chuyển đến Republic Records thì Scooter Braun đã mua lại Big Machine với giá 330 triệu đô la Mỹ, khiến cho anh ta trở thành chủ nhân của toàn bộ bản thu âm gốc do Big Machine nắm giữ, đồng nghĩa với việc sáu album đầu tiên của Swift tại Big Machine cũng lọt vào danh sách đó. Swift đã lên tiếng rằng cô đã tìm cách mua lại bản quyền các bản thu âm hoàn chỉnh gốc nhưng lại bị đặt ra những điều kiện khó chấp nhận được (chẳng hạn, đổi một album mới lấy một album cũ), và ông Borchetta đã xác nhận chính cô đã từ chối cơ hội đó. Swift đã lên tiếng cáo buộc Big Machine đã cấm cô biểu diễn các bài hát đang bị tranh chấp tại Giải thưởng Âm nhạc Mỹ năm 2019, và tuyên bố Borchetta và Braun đang "thực hiện quyền kiểm soát đầy độc tài" đối với cô. Tiếp đến, Big Machine tung ra album trực tiếp Live from Clear Channel Stripped 2008 (2020) mà không hề có sự đồng ý của Swift. Cuộc tranh cãi đã biến thành scandal tai tiếng, trở thành một trong những chủ đề tin tức được bàn cãi nhiều nhất và lan truyền với tốc độ chóng mặt trong suốt hai năm liền 2020 và 2021. Evening Standard hô lên rằng đó là "mối thù lớn nhất của âm nhạc".
Rốt cuộc, Swift cho rằng chỉ còn mỗi việc tái thu âm các album là lựa chọn khả thi nhất để giành lại toàn bộ quyền sở hữu âm nhạc của cô. Braun đã tiếp tục bán các bản thu hoàn chỉnh của Swift vào tháng 10 năm 2020 cho Shamrock Holdings với giá khoảng 405 triệu đô la Mỹ với điều kiện là anh ta vẫn sẽ tiếp tục thu lợi. Swift bày tỏ bất bình, khước từ trước lời đề nghị hợp tác từ phía Shamrock và cô quyết định sẽ tái thu âm album với Republic. Các album thu âm lại đã đạt được thành công về mặt thương mại và xếp hạng, được giới chuyên môn khen ngợi và phá vỡ rất nhiều kỷ lục. Sau khi "All Too Well (10 Minute Version)" trở thành bài hát có thời lượng dài nhất leo lên vị trí đầu bảng Hot 100, nhà sản xuất kiêm người hợp tác thân thiết với Swift là Jack Antonoff đã bảo Rolling Stone rằng bài hát dài hơn 10 phút leo lên Hot 100 đã dạy cho nhiều nghệ sĩ một bài học rằng "đừng nên nghe theo" ngành công nghiệp nói.

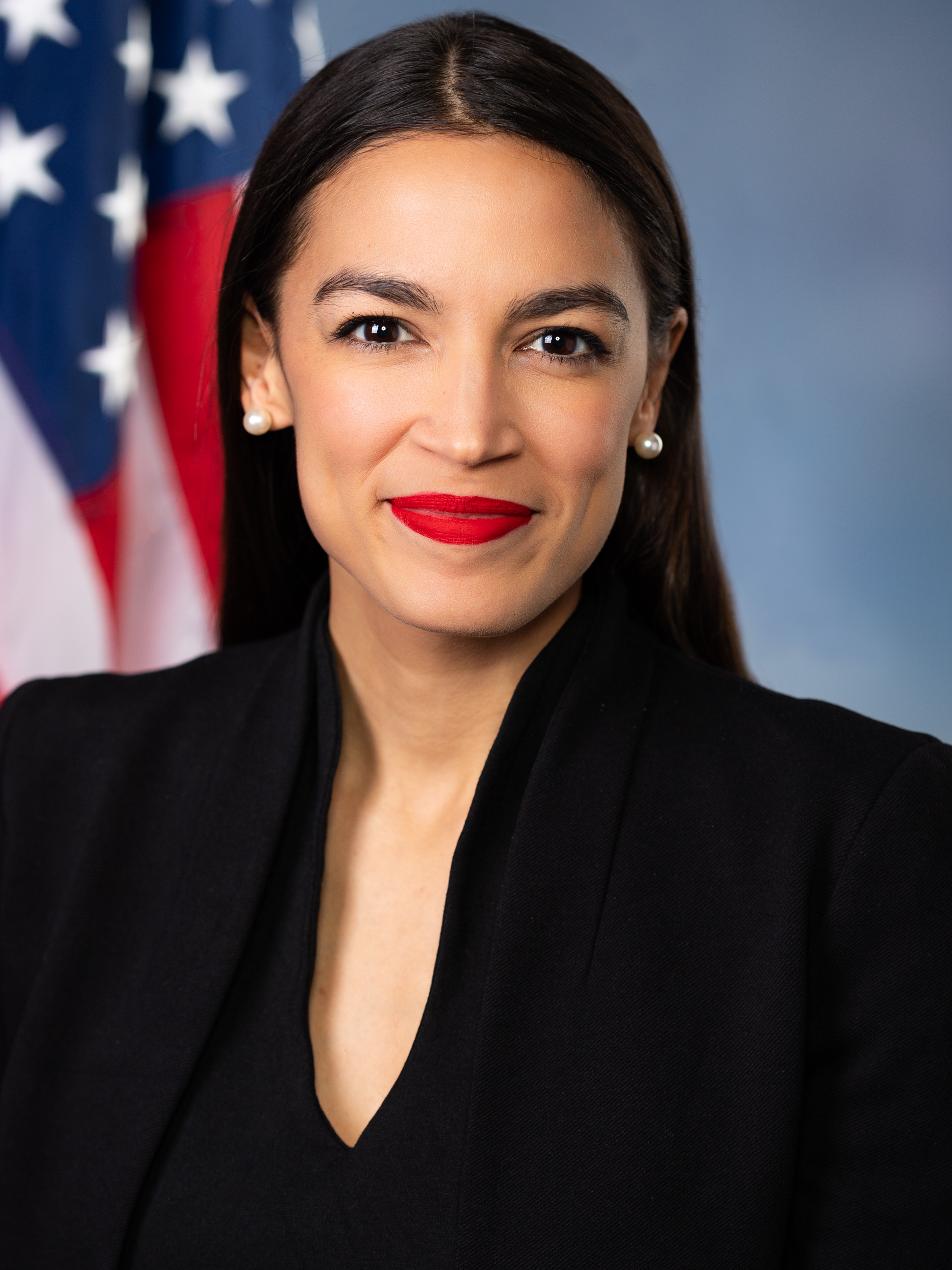
Alexandria Ocasio-Cortez đã bối cảnh hóa vụ tranh chấp bản thu âm gốc với vụ việc các công ty cổ phần tư nhân khuất phục trước các ngành công nghiệp sáng tạo Mỹ.

Nhiều nghệ sĩ âm nhạc, chính trị gia, nhà báo và chuyên gia pháp lý đã ủng hộ hành động tranh chấp quyền sở hữu của Swift và cho rằng sự việc ấy mang tính tiên phong và truyền cảm hứng. Các ấn phẩm đã nhận thấy rằng, các vấn đề về quyền sở hữu bản gốc và xung đột giữa các hãng và nghệ sĩ thì đã từng có tiền lệ với Prince, the Beatles, Janet Jackson và Def Leppard. Swift là một trong số ít người dám đưa ra phát biểu công khai về quyền của nghệ sĩ, vốn cổ phần tư nhân và đạo đức trong ngành. Các nhà báo bên Rolling Stone đã gọi vụ việc tranh chấp là 1 trong 50 "dấu ấn quan trọng nhất" của thập niên 2010 và ghi nhận vai trò của Swift trong việc thay đổi nhận thức của công chúng về khái niệm tái thu âm hoặc làm chủ lại. Dominic Rushe viết cho The Guardian đã phát biểu, cuộc chiến của Swift đã đánh dấu sự thay đổi trong kỷ nguyên nhạc số, giúp cho các nghệ sĩ nhận thức rõ hơn về quyền lợi của mình mà không cần phải lệ thuộc vào quyết định của các hãng thu âm nữa. Cây bút phê bình Pitchfork là Sam Sodomsky đã công nhận tầm nhìn mà Swift mang lại và nói rằng Swift "có thể tạo ra những bước ngoặt bằng cách sử dụng đòn bẩy độ tin cậy từ sự thành công của cô ấy" và việc cô đưa ra tiếng nói là nhằm mục đích "sinh lợi tài chính cho ngành công nghiệp lắng nghe".
Không như hầu hết các nghệ sĩ đang phải đối mặt với sự bất công kiểu như vậy, chính Swift là người có thể đứng lên tự bảo vệ lấy chính mình. Để thực hiện được điều đấy, cô ấy đã cất lên những lời phát biểu có ý nghĩa và truyền cảm hứng thay đổi ngành công nghiệp âm nhạc vốn nổi tiếng là chậm phát triển, tái thu âm lại toàn bộ ca khúc từ sáu album đầu và tung ra những bản nhạc bí mật trong két tương ứng chủ đề. [Swift] đã phát triển một chiến dịch cực kỳ thành công trong việc thu hút người hâm mộ trung thành hướng tới phiên bản mới của các album yêu thích của họ, và giúp họ tránh xa những bản thu âm hoàn chỉnh gốc gây giảm lượt phát trực tuyến tương xứng với số tiền thể hiện trên bản báo cáo doanh thu của những kẻ nắm quyền. Đây quả thực là một việc gì đó mà chỉ có rất ít nghệ sĩ có thể làm được. Taylor Swift quả nhiên là người trong số ít kiểu đó.— Eilish Gilligan, Refinery29

The A.V. Club và MarketWatch đã lấy lời phát biểu của Swift để chỉ trích vốn cổ phần tư nhân, đồng thời nhấn mạnh điều đó với một trong những nhà đầu tư của Braun là The Carlyle Group. Các thành viên Quốc hội Hoa Kỳ như Elizabeth Warren và Alexandria Ocasio-Cortez đã ủng hộ Swift và tuyên bố rằng cô là "một trong nhiều" doanh nghiệp sáng tạo bị các công ty cổ phần tư nhân đe dọa gây tổn hại đến kinh tế Hoa Kỳ. Luật sư âm nhạc James Sammataro đã nhận xét, "bất cứ khi nào Taylor thu hút sự chú ý đến một vấn đề thì vấn đề ấy sẽ được phóng đại... Cô ấy có một cái loa rất to và cô ấy không ngại tận dụng gì cả. Cô ấy đã có nhiều thành công lớn trong việc tạo ra sự cải cách." Các kết quả vượt ngoài mong đợi của dự án tái thu âm được cho là chưa từng xảy ra từ trước. Kornhaber cho rằng bản thu âm lại đã bác bỏ những luận điểm mà các nhà phê bình đã nghi ngờ về Swift. Billboard viết rằng Swift "đã thay đổi cách thức một người nghệ sĩ sẽ soạn thảo bản hợp đồng với các hãng thu âm", còn các luật sư âm nhạc thì nhận thấy rằng việc Swift tái thu âm thành công đã khuyến khích các hãng thu âm "đại tu các hợp đồng có chứa những từ ngữ: cấm người mới ký đơn tái thu âm lại nhạc của họ trong vòng 30 năm".

### Hình thức bán vé

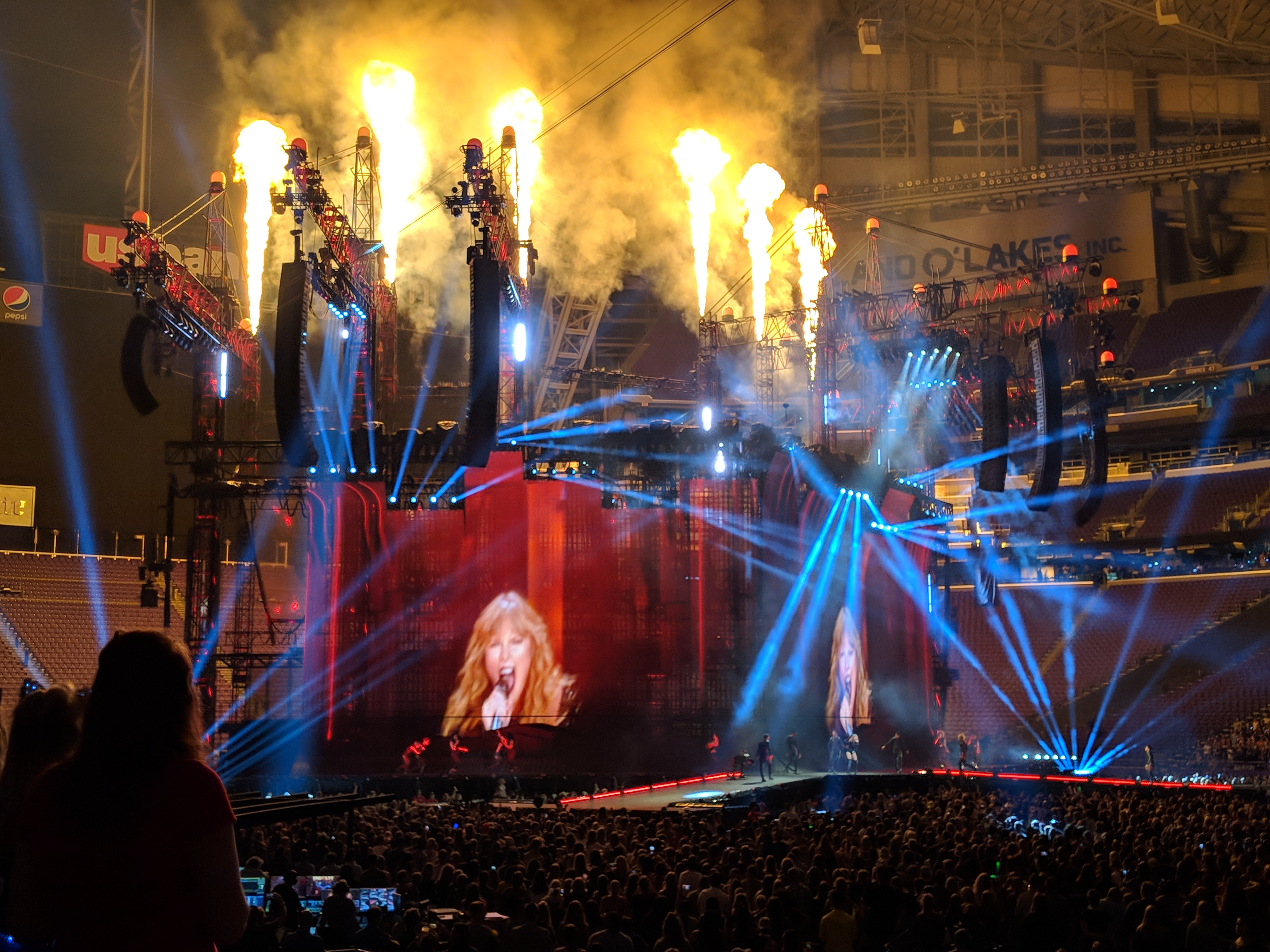
Công nghiệp lưu diễn đã dựa vào hình thức bên Reputation Stadium Tour (2018) của Swift để áp dụng mô hình "bán vé chậm".

Ngành công nghiệp lưu diễn hòa nhạc đã chuyển sang "mô hình bán vé chậm" sau khi Swift, một người vốn nổi tiếng tổ chức buổi hòa nhạc tại sân vận động và "thống trị của ngành lưu diễn" về mặt thương mại, lần đầu thiết kế và áp dụng chiến lược đó với chuyến lưu diễn Reputation Stadium Tour (2018) của cô. Swift đã giải quyết được thực trạng cháy vé chỉ trong vòng vài phút bằng cách áp dụng hình thức bán vé theo nhu cầu, buộc những người thực sự có nhu cầu tham dự phải đăng ký trước và được phép mua vé bất kỳ lúc nào, ở mức giá nào sau khi đăng nhập. Theo David Marcus bên Ticketmaster, mô hình này hoạt động theo quy luật rằng những ngày đầu mở bán vé sẽ rất cao nhưng sẽ từ từ giảm xuống cho đến giá chót gần sát ngày lưu diễn, đánh đổi "cơn sốt nhằm đem lại quyền lựa chọn và trải nghiệm cho khách hàng" và khống chế tình trạng đầu cơ tích trữ vé hòa nhạc. Mô hình bán vé của Swift ban đầu bị các nhà báo chỉ trích thậm tệ, cho rằng Swift tham lam vô độ, cố lấp liếm doanh số vé "ế chỏng gọng" sau vụ việc truyền thông không mấy tốt đẹp vào năm 2016. Thế nhưng, Reputation Stadium Tour vẫn bán hết vé, thậm chí còn vượt qua The Beatles để trở thành chuyến lưu diễn có doanh thu tại Bắc Mỹ cao nhất mọi thời đại, khiến cho các nhà phê bình phải quay đầu ngưỡng mộ "mô hình bán vé chậm" của Swift.
Tháng 11 năm 2022, câu chuyện Ticketmaster quản lý yếu kém đợt mở bán vé trước The Eras Tour tại chặng Hoa Kỳ đã vấp phải chỉ trích rộng rãi từ phía công chúng và chính trị. Do nhu cầu mua vé "khủng" với hơn 3,5 triệu đã đăng ký mua trước, trang web Ticketmaster đã bị sập chỉ trong vòng một tiếng sau khi mở bán nhưng vẫn bán được tới 2,4 triệu vé, khiến cho Swift phá kỷ lục trở thành nghệ sĩ bán được nhiều vé hòa nhạc nhất trong một ngày. Ticketmaster cho rằng sự cố xảy ra là do lưu lượng truy cập trang web khổng lồ "chưa từng có trong lịch sử". Những người hâm mộ và các nhóm người tiêu dùng đã cáo buộc Ticketmaster lừa dối và độc quyền. Một số thành viên Quốc hội Hoa Kỳ tuyên bố rằng Ticketmaster và công ty mẹ Live Nation Entertainment nên được tách ra riêng biệt, vì việc sáp nhập của hai phía đã dẫn đến dịch vụ không đạt tiêu chuẩn và đẩy giá vé cao. Bộ Tư pháp Hoa Kỳ đã tổ chức điều tra bên phía Live Nation–Ticketmaster, trong khi một số người hâm mộ đã đâm đơn kiện các công ty về tội cố ý lừa dối, gian lận, ấn định giá và vi phạm luật chống độc quyền. Các thành viên lưỡng đảng bên Ủy ban Tư pháp Thượng viện Hoa Kỳ đã tổ chức kiểm duyệt các công ty tại một phiên điều trần. Dưới sức ép của Hội đồng Kinh tế Quốc gia, Ticketmaster và các công ty bán vé khác đã đồng ý chấm dứt phí rác (junk fees), tức là các khoản phí bổ sung được tiết lộ khi kết thúc quá trình mua vé. Học giả pháp luật người Mỹ William Kovacic gọi đây là "hành động điều chỉnh chính sách của Taylor Swift". Đối với bộ phim hòa nhạc năm 2023 của chuyến lưu diễn, Swift đã áp dụng chiến lược phát hành độc đáo bằng cách hợp tác trực tiếp với các rạp chiếu phim để vượt qua các hãng phim lớn.
Pitchfork đã thắc mắc rằng, "Liệu có còn nghệ sĩ nào khác [ngoài Swift] gây sức ép khẩn trương điều tra liên bang về vụ độc quyền ngành công nghiệp âm nhạc chỉ nhờ việc đi lưu diễn nữa hay không?" Entertainment Weekly và The A.V. Club đã liệt kê "Swifties vs. Ticketmaster" vào danh sách một trong những câu chuyện tin tức văn hóa lớn nhất năm 2022. Allaire Nuss đã viết, "Nếu còn một nghệ sĩ nào có đủ năng lực văn hóa đại chúng để hạ bệ cảnh tượng độc quyền đáng ghét nhất của ngành công nghiệp âm nhạc thì chỉ có mỗi Taylor Swift." The Washington Post tuyên bố rằng Swift đang "nắm giữ cả thế giới ngày càng rạn nứt của chúng ta và không thể buông rời, nói trắng ra, theo cách hầu như không một ai khác có thể làm được."

## Truyền thông, thời trang và chính trị
Phương tiện thông tin đại chúng luôn ưu ái chọn Swift để đưa tin rộng rãi, khiến cho cô trở nên nổi tiếng với công chúng trên nhiều phương diện. Cô và âm nhạc của cô đã từng được đề cập hoặc sử dụng trong nhiều sách xuất bản, phim ảnh và chương trình truyền hình. Bên cạnh đó, Swift vốn dĩ là một chủ đề luôn được báo chí săn đón không ngừng và lần đầu tiên, một phóng viên kiêm nhà báo tên Bryan West được Gannett, chuỗi tổ chức báo chí lớn nhất toàn nước Mỹ với USA Today, tuyển dụng để đưa tin riêng toàn thời gian về Swift. Các cây bút đánh giá gọi mối quan hệ giữa cô và phương tiện truyền thống đại chúng là ví dụ của sự phức tạp giữa người nổi tiếng và công nghiệp. Suốt cả sự nghiệp, Swift được cho là "trái chiều" giữa nhận được tán dương cũng như những lời chê bai chỉ trích từ báo chí.
Swift được coi là một nhân vật nữ quyền. Cô đã luôn chỉ trích cách truyền thông miêu tả phụ nữ, vì câu chuyện hẹn hò và những tranh chấp của chính cô đã thu hút sự giám sát của báo lá cải và sự chú ý rộng rãi trên mạng xã hội. Cô đã chỉ rõ những tác động của việc đưa tin trên báo chí đối với sức khỏe cá nhân, và bàn về các vấn đề như rối loạn ăn uống, tự trọng và bắt nạt trên mạng. Nhiều học giả và nhà báo đã cho rằng sự cởi mở của Swift đối với những chủ đề này đã đóng vai trò rất quan trọng trong việc nâng cao nhận thức về sức khỏe tâm thần.
Ngoài ra, Swift thường được mệnh danh là nhân vật biểu tượng văn hóa của thế hệ Millennials, đồng thời là người có ảnh hưởng đến thời trang. Quá trình thay đổi kiểu cách của cô đã trở thành chủ đề được các phương tiện truyền thông đưa tin và phân tích. Cô đã đổi mới hình ảnh và gu thẩm mỹ trong suốt sự nghiệp của mình, kết hợp các chu kỳ album tương ứng với các chủ đề riêng biệt, đồng thời tác động đến các xu hướng thời trang. Đặc biệt, phong cách đường phố của cô đã nhận được nhiều lời khen ngợi.
Các tác giả coi Swift là ca sĩ quyền lực nhất trong chính trị nước Mỹ. Chính Swift đã tận dụng danh tiếng của mình để kêu gọi kích động hành động chính trị và trở thành người nổi tiếng có sức ảnh hưởng dẫn đến Joe Biden đắc cử trong cuộc bầu cử tổng thống Hoa Kỳ 2020, sau LeBron James. Nhiều cuộc khảo sát đã xem Swift là nhân tố quyết định trong các cuộc bầu cử, trong đó có một cuộc khảo sát đã cho rằng cô có thể thu hẹp sự phân cực trong nền chính trị Mỹ. Swift đã truyền cảm hứng cho một số đề xuất lập pháp, bao gồm:
- Tháng 3 năm 2015, thống đốc bang lúc bấy giờ là Gina Raimondo sau khi bị thôi thúc trước việc Swift mua bất động sản Rhode Island High Watch thì đã đề xuất một loại thuế xa xỉ đối với những ngôi nhà thứ hai trị giá hơn 1 triệu đô la Mỹ trong bang, và được gọi là "thuế Taylor Swift". Đề xuất này đã bị dập tắt sau những lời chỉ trích rộng rãi.[340][341]
- 19 tháng 5 năm 2023, các thành viên của Tòa án chung Massachusetts đã giới thiệu "Dự luật Taylor Swift" lưỡng đảng nhằm yêu cầu các công ty phân phối vé tiết lộ toàn bộ chi phí vé trả trước và định giá linh hoạt ngoài vòng pháp luật.[342] Các dự luật tương tự đã được đưa ra tại cơ quan lập pháp bang Minnesota và California.[343][344]
- 22 tháng 5 năm 2023, thống đốc bang Texas Greg Abbott đã ký dự luật "Save Our Swifties" thành luật chính thức, cấm sử dụng bot để mua vé số lượng lớn.[345][346] Các dự luật tương tự đã được đưa ra ở New York và Washington.[344]
- Tháng 6 năm 2023, các nghị sĩ Hoa Kỳ Bill Pascrell và Frank Pallone đã soạn thảo Đạo luật BOSS và SWIFT (Giám sát tốt hơn trong việc bán vé sơ bộ và tăng cường các giao dịch công bằng lẫn đưa thông tin đầy đủ cho khán giả mua vé buổi hòa nhạc) tại Hạ viện, yêu cầu cải tổ các nền tảng phân phát và bán lại vé.[343]
- Cũng trong tháng 6 năm 2023, một "dự luật Taylor Swift" chống scalping đã được đề xuất lên Quốc hội Brasil.[347]
- Tháng 11 năm 2023, nữ nghị sĩ Brazil Erika Hilton đã đưa ra dự luật bắt buộc phải cung cấp nước miễn phí tại các buổi hòa nhạc và thanh trừng các công ty cấm mang bình nước tại các địa điểm, sau cái chết của một người tham dự buổi hòa nhạc tại The Eras Tour do mất nước.[348]

### Bối cảnh hóa để gây hiệu ứng
Một số ấn phẩm đã luôn tìm tòi để xác định và phân tích tác động của Swift trên nhiều lĩnh vực khác nhau, và đặt tên cho những tác động văn hóa của Swift là "Hiệu ứng Taylor Swift". Giáo sư marketing tại Trường Kinh doanh Ross thuộc Đại học Michigan là Marcus Collins, đã gọi Swift là hiệu ứng mạng. Ông nói rằng tầm vóc của Swift lớn "đến mức khi cô ấy làm điều gì đó thì mọi người sẽ làm theo [...] Cô ấy đang gây ảnh hưởng đến một nhóm người và những người đó đang ảnh hưởng lẫn nhau và những người khác." Bên chuyên trang Yahoo! Finance, Chris Bibey đã đồng tình rằng Hiệu ứng Taylor Swift "có thể có tác động đến nỗ lực đầu tư và kinh doanh trong tương lai của bạn" bất kể lợi ích của mỗi người đối với Swift. Nhiều hiện tượng khác nhau đã được cho là do hiệu ứng này, chẳng hạn như:
- Doanh số bán đàn guitar cho phụ nữ tăng đột biến, trong khi phụ nữ lại là nhóm nhân khẩu học trước đây bị coi thường, nhờ vào hình tượng của Swift là nữ nghệ sĩ cầm đàn guitar và đam mê với nhạc cụ đó trong các buổi biểu diễn của cô.[350][351][352]
- Hiện tượng phá kỷ lục phiếu bầu từ những lần Swift vận động những người theo dõi cô tham gia bỏ phiếu qua mạng xã hội.[353][354][355]
- Hiện tượng người tiêu dùng bát nháo mua sắm hoặc tham gia bất kỳ sản phẩm hoặc dịch vụ nào có liên quan đến Swift, không cần biết có thực sự cần thiết hoặc quan trọng với họ hay không.[356]
- Ý thức về pháp luật ngày càng tăng trước bộ máy của ngành công nghiệp âm nhạc và các hợp đồng ghi âm.[357][358]
- Vô tình làm giàu nền kinh tế hay "vầng hào quang tài chính rộng lớn" theo cách nói của Forbes tại những nơi Swift đến thăm trong chuyến lưu diễn,[209][359] khiến cho cô nhận được nhiều yêu cầu cởi mở từ các chính trị gia và người đứng đầu chính phủ. Họ đều muốn cô đến tham quan các vùng lãnh thổ thuộc thẩm quyền của họ.[22]
- Các chương trình truyền hình có lượng người xem đạt mức cao kỷ lục, chẳng hạn như chương trình thể thao, và được nhiều người yêu thích mỗi lần Swift góp mặt trong những chương trình đó.[360][361][362][363]

Theo người viết báo Sam Lansky cho Time, Hiệu ứng Taylor Swift "quả thực" đã có tác động đến tâm lý và ảnh hưởng đến mọi người, đặc biệt là những phụ nữ "có điều kiện chấp nhận sa thải, những lời mắng nhiếc và ngược đãi từ một xã hội coi cảm xúc của họ là thứ tầm thường" cũng như tin rằng cảm xúc lẫn nhận thức của họ là điều quan trọng.

## Lan truyền cảm hứng sáng tạo
Swift đã có sức ảnh hưởng đến nhiều nghệ sĩ âm nhạc ở nhiều thể loại kể từ khi ra mắt cho đến nay. Các nhà phê bình bắt đầu nhận thấy ảnh hưởng của cô đối với âm nhạc đại chúng vào năm 2013, và ghi nhận album của cô đã truyền cảm hứng cho cả một thế hệ ca-nhạc sĩ. Ngay cả Paul McCartney cũng đã lấy cảm hứng từ nghệ thuật và người hâm mộ của Swift để viết bài hát năm 2018 "Who Cares". Những nghệ sĩ khác đã coi Swift là người có ảnh hưởng bao gồm:
- 5 Seconds of Summer[366]
- Gracie Abrams[367]
- Adele[368]
- Baby Queen[367]
- Bahjat[369]
- Kelsea Ballerini[370]
- Priscilla Block[371]
- Phoebe Bridgers[367]
- Bailey Bryan[372]
- Camila Cabello[373]
- Sabrina Carpenter[374]
- Sofia Carson[375]
- The Chainsmokers[376]
- Clairo[367]
- Gus Dapperton[367]
- Daya[377]
- Billie Eilish[378]
- Ellis[379]
- Fletcher[380]
- Gayle[367]
- Girl in Red[381]
- Selena Gomez[382]
- Ellie Goulding[383]
- Mckenna Grace[384]
- Conan Gray[367]
- Loren Gray[385]
- Griff[367]
- Halsey[386]
- Maya Hawke[387]
- Niall Horan[388]
- Huh Yun-jin[389]
- Lilas Ikuta[390]
- Jax[391]
- Ruston Kelly[379]
- Kim Chae-won[392]
- Laufey[393]
- Little Mix[394]
- Atsuko Maeda[395]
- Catherine McGrath[368]
- Tate McRae[396]
- Shawn Mendes[397]
- Maren Morris[398]
- The National[399]
- Nina Nesbitt[400]
- Niki[401]
- Finneas O'Connell[402]
- Christina Perri[403]
- Maisie Peters[367]
- The Regrettes[404]
- Renforshort[133]
- Freya Ridings[405]
- Olivia Rodrigo[367]
- Maggie Rogers[406]
- Ruann[407]
- Ruth B.[408]
- Rina Sawayama[409]
- Shamir[379]
- Troye Sivan[367]
- Slayyyter[410]
- Soccer Mommy[411]
- Hailee Steinfeld[412]
- Tegan and Sara[413]
- Tzuyu[414]
- The Vamps[415]
- Hana Vu[379]
- Wild Pink[379]
- Hayley Williams[416]
- Phùng Khánh Linh[417]

Nhiều nhạc sĩ khác nhau đã được Swift truyền cảm hứng ở nhiều khía cạnh trong sự nghiệp, chẳng hạn như đạo đức làm việc và sức hấp dẫn khán giả của cô. Chính lời phát biểu của Swift về quyền của nghệ sĩ đã ảnh hưởng đến Olivia Rodrigo, Joe Jonas, Bryan Adams, the Departed, Snoop Dogg, Ashanti, Niki, Paris Hilton, SZA, Rita Ora, và Offset. SZA đã nói, "Taylor đã mạnh dạn từ bỏ bản thu âm hoàn chỉnh gốc của cô ấy, sau đó bán rẻ tất cả những đĩa nhạc chết dẫm đó. Đó là hành động 'đi chết đi' lớn nhất đối với cơ sở mà tôi từng thấy trong đời và tôi vô cùng hoan nghênh điều đó." Ashanti đã phát biểu, "Taylor đã làm nhiều việc thật tuyệt vời và có thể trở thành một phụ nữ trong ngành công nghiệp do nam giới thống trị này. [Cô ấy] đạt được điều đó thì quả thực là vô cùng tuyệt vời. Sở hữu tài sản của bạn và có cơ hội sở hữu sức sáng tạo của bạn là điều vô cùng quan trọng. Nam, nữ, ca sĩ, rapper, hay gì cũng được, tôi mong đây là bài học cho các nghệ sĩ bước vào và làm chủ." Vulture đã nêu ra Swift rất có thể chính là cảm hứng của album remix năm 2023 của Lovato là Revamped.
Swift cũng đã giúp các nghệ sĩ đạt được danh tiếng đại chúng bằng cách mời họ tham gia các chuyến lưu diễn của cô với tư cách là người biểu diễn mở màn; ví dụ gồm có Bieber, Ed Sheeran, Mendes, Cabello, và Charli XCX. Ca sĩ người Anh gốc Philippines Beabadoobee mở màn cho The Eras Tour, nói rằng đi lưu diễn cùng Swift là một trong những ước mơ của cô khi còn nhỏ cho đến lúc lớn. Các nhạc sĩ người Mỹ Jack Antonoff và Aaron Dessner đã thừa nhận Swift đã giúp cho sự nghiệp sản xuất thu âm của họ thăng tiến. Antonoff nói, "Taylor là người đầu tiên để tôi sản xuất một bài hát. Trước khi có Taylor, mọi người đều nói: 'Bạn không phải là nhà sản xuất'. Phải đến khi Taylor Swift xuất hiện thì mới quay qua nói: 'Tôi thích âm thanh của bài hát này'." Swift đã trao cho nam rapper người Mỹ Kendrick Lamar ca khúc quán quân đầu tiên của anh trên Billboard Hot 100 với "Bad Blood" (2015), cùng với nữ rapper người Trinidad Nicki Minaj đã biết ơn Swift vì đã quảng bá đĩa đơn "Super Bass" năm 2011, giúp bản rap trở thành ca khúc thành công không thể ngờ tới được từ đó.
Ngoài ngành công nghiệp âm nhạc, Swift còn truyền cảm hứng cho nhiều tác giả, tiểu thuyết gia, đạo diễn phim và người soạn kịch bản gồm có Sina Grace (Superman: The Harvests of Youth), Jenny Han (The Summer I Turned Pretty), Abby McDonald (Bridgerton), và Jennifer Kaytin Robinson (Someone Great và Do Revenge). Đạo diễn phim người Canada Shawn Levy đã ví Swift là "một thỏi nam châm văn hóa không giống bất cứ điều gì mà tôi từng thấy". Swift cũng truyền cảm hứng cho những người đóng giả cô như Ashley Leechin, Jade Jolie, và Taylor Sheesh.

## Cộng đồng người hâm mộ
Việc Swift luôn trao gửi yêu thương tới những người hâm mộ của cô gọi là Swifties, được nhiều nhà báo gọi đây là điều chỉ có thấy một lần duy nhất đối với một nghệ sĩ tầm cỡ lớn như cô. Swifties từ lâu được cho là một nhóm người hâm mộ trung thành với mức độ tham gia và sáng tạo cùng thần tượng tràn đầy nhiệt huyết. Tác giả Amanda Petrusich cho biết, lòng trung thành của Swifties vừa "mạnh mẽ vừa đáng sợ". Fandom của Swift đã là chủ đề được báo chí và giới học thuật quan tâm, và những phân tích quan trọng về Swift được các phương tiện truyền thông gọi là "Swiftology". Đối với các nhà khoa học kinh doanh Brendan Canavan và Claire McCamley, mối quan hệ giữa Swift và Swifties đại diện cho chủ nghĩa tiêu dùng hậu hiện đại. Sự cuồng nhiệt của người hâm mộ mang tên "Swiftmania", được các cánh báo giới cho là phiên bản thế kỷ 21 của Beatlemania. Chẳng hạn như Jon Bream bên Star Tribune đã nói, "Swift đã đạt được một nền văn hóa độc canh không thể tưởng tượng được, một sự đảo lộn theo chủ nghĩa tư tưởng của Beatlemania".
Chính vì Swift trở thành nguồn gốc của các huyền thoại trong văn hóa đại chúng nên các nhà báo mô tả các tác phẩm, người nổi tiếng và sự phô trương xung quanh những hiện tượng đó là một thế giới riêng. Glamour và The Washington Post gọi đó là Vũ trụ Điện ảnh Taylor Swift; còn Entertainment Weekly thì gọi là Vũ trụ Âm nhạc Taylor Swift. Ở phía The Guardian, Adrian Horton gọi "Swiftverse" là một loại hình tiểu văn hóa của phương tiện truyền thông đại chúng được "xây dựng nhiều năm và thần thoại Swiftian" gầy dựng nên, còn Alim Kheraj và Billboard thì viết rằng Swift đã biến nhạc pop thành một "câu đố dành cho nhiều người chơi" với cam kết về lượng người hâm mộ áp đảo, một điều mà các nghệ sĩ khác đã cố gắng tạo dựng bấy lâu nay.

## Chủ đề gây hứng thú trong học thuật

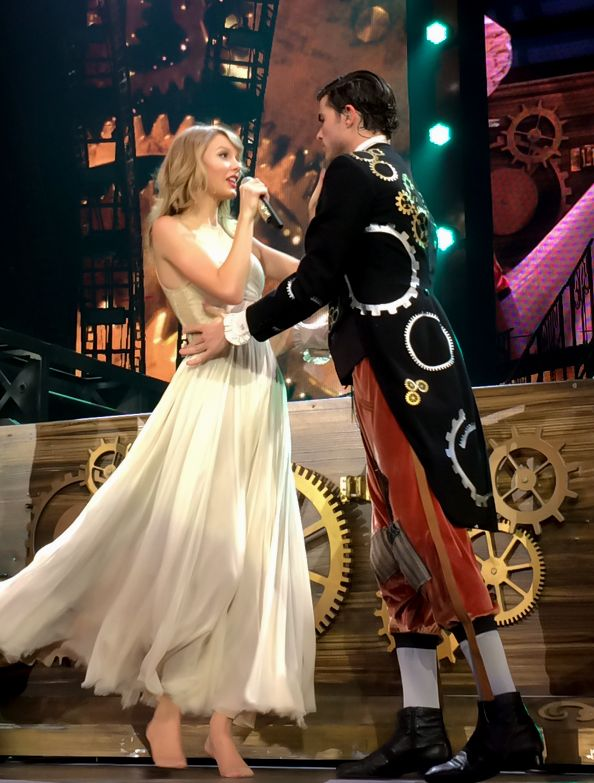
Swift biểu diễn "Love Story" (2008) cùng vũ công tại the O_{2} Arena, Luân Đôn, vào ngày 10 tháng 2 năm 2014.

Swift là một chủ đề nghiên cứu học thuật, nổi tiếng ở lĩnh vực nghệ thuật âm nhạc và danh tiếng. Theo giáo sư văn học Elizabeth Scala, người mệnh danh Swift là cây cầu nối giữa tiểu thuyết đương đại và lịch sử, khả năng sáng tạo của Swift có tính "lây lan" và được giới học thuật đặc biệt quan tâm. Trong bài viết The New York Times mang tựa đề "Taylor Swift is Singing Us Back to Nature", nhà khoa học bảo tồn Jeff Opperman cho rằng các bài hát của Swift "chứa đầy ngôn ngữ và hình ảnh của thế giới tự nhiên", làm sống lại các chủ đề về thiên nhiên trong văn hóa đại chúng vốn bị suy giảm trong ca từ lẫn nhạc khí. Các bài hát như "Love Story" được các nhà tâm lý học tiến hóa nghiên cứu để hiểu rõ mối quan hệ giữa âm nhạc đại chúng và chiến lược tình dục của con người. Khi giải thích tại sao Swift lại trở thành một chủ đề nghiên cứu học thuật, học giả văn học Burt đã nói, "nhân loại có đầu óc trí khôn phải nghiên cứu văn hóa, bao gồm cả văn hóa hiện đại, và Taylor Swift cũng quan tâm đến nền văn hóa đó" và tuyên bố rằng các nhà sử học và nhân chủng học trong tương lai sẽ nghiên cứu nghệ thuật, danh tiếng và quá trình đón nhận của Swift để hiểu xã hội đương thời và suy ra các mô hình giao thoa văn hóa.

### Các chương trình học thuật
Nhiều cơ sở giáo dục đại học khác nhau đã mở các khóa học đại học và tự chọn tập trung vào nghiên cứu Swift. Nhiều khóa học đã nhìn nhận việc mổ xẻ tác phẩm của Swift là "một điểm khởi đầu cho việc phê bình, phân tích cũng như hiểu biết các vấn đề văn hóa và tiêu chuẩn rộng hơn." Để kiểm tra tác động nhiều mặt của Swift, Đại học Indiana Bloomington đã tổ chức một hội nghị học thuật kéo dài ba ngày vào năm 2023, và Đại học Melbourne chuẩn bị tổ chức một hội nghị chuyên đề quốc tế mang tên Swiftposium 2024, được các học giả trên khắp các trường đại học Úc và New Zealand đứng ra tổ chức.
| Trường lớp                                         | Tên khóa học                                                                                    | Mô tả về khóa học | Chú thích |
| -------------------------------------------------- | ----------------------------------------------------------------------------------------------- | --- | --------- |
| Trường Nghệ thuật Tisch của Đại học New York       | Swiftology 101                                                                                  | Doanh nghiệp âm nhạc sáng tạo, di sản, hình ảnh, thể loại âm nhạc, fandom và phân tích về tuổi trẻ, thời con gái, chủng tộc, quyền sở hữu, chủ nghĩa dân tộc Mỹ và mạng xã hội của Swift | [ 464 ]   |
| Đại học Queen ở Kingston                           | Di sản văn học của Taylor Swift                                                                 | Tác động chính trị xã hội của Swift đối với văn hóa đương đại, tái hiện bối cảnh các bài hát của cô thành văn học và tìm hiểu công việc của cô trong lý thuyết nữ quyền và đồng tính     | [ 465 ]   |
| Đại học St. Thomas (Canada)                        | Truyền thông và Taylor Swift                                                                    | Chiến lược tiếp thị, truyền thông và sử dụng mạng xã hội của Swift | [ 466 ]   |
| Đại học Texas tại Cao đẳng Nghệ thuật Tự do Austin | Sách bài hát của Taylor Swift                                                                   | Phê bình văn học hình thức đối với các bài hát của Swift cùng với các nhà thơ như William Shakespeare, John Keats, Robert Frost, Emily Dickinson và Sylvia Plath                         | [ 467 ]   |
| Đại học Binghamton                                 | Taylor Swift, 21C Music                                                                         | Tác động của ngành công nghiệp âm nhạc thế kỷ 21 đối với sự phát triển âm nhạc, giới tính, chủng tộc, tình dục và công việc kinh doanh của Swift                                         | [ 468 ]   |
| Cao đẳng Âm nhạc Berklee                           | Bài hát của Taylor Swift                                                                        | Các sáng tác, nội dung ca từ, sức hấp dẫn toàn cầu và sự phát triển âm nhạc của Swift trong mười album của cô                                                                            | [ 469 ]   |
| Đại học Stanford                                   | All Too Well (Phiên bản mười tuần)                                                              | Phân tích chuyên sâu về "All Too Well" | [ 470 ]   |
| Đại học Stanford                                   | Nhạc sĩ sáng tác bài hát vĩ đại cuối cùng của Mỹ: Kể chuyện cùng Taylor Swift qua các kỷ nguyên | Phân tích văn học về tiết mục, sự phát triển ca từ và tác động văn hóa của Swift | [ 471 ]   |
| Đại học Queen Mary của Luân Đôn                    | Taylor Swift và Văn học                                                                         | Lời ca của Swift trong văn học, cùng với tính chuẩn mực, giá trị văn học và lý thuyết phê phán của nó trong bối cảnh chính trị, quốc gia và lịch sử.                                     | [ 472 ]   |
| Đại học Rice                                       | Miss Americana: Sự tiến hóa và lời bài hát của Taylor Swift                                     | Tác động văn hóa của Swift, sự phát triển sáng tác, nữ tính, mạng xã hội, dư luận, sự trong trắng và mối thù                                                                             | [ 473 ]   |
| Đại học Kansas                                     | Xã hội học của Taylor Swift                                                                     | Người hâm mộ Swift, một cộng đồng cùng sở thích và là tiểu văn hóa | [ 474 ]   |
| Đại học Ghent                                      | Văn học: Phiên bản của Taylor                                                                   | Phân tích phê bình về kỹ thuật viết, phong cách và chủ đề của Swift so với văn học cổ điển Anh                                                                                           | [ 475 ]   |
| Đại học Tiểu bang Arizona                          | Tâm lý của Taylor Swift                                                                         | Những hiện tượng như tin đồn, mối quan hệ, trả thù qua công việc và cuộc sống của Swift                                                                                                  | [ 476 ]   |
| Đại học California, Berkeley                       | Nghệ thuật và tinh thần kinh doanh: Phiên bản của Taylor                                        | Swift với tư cách là một nhạc sĩ sáng tác bài hát, nữ doanh nhân và người có ảnh hưởng sáng tạo cũng như tác động của cô đối với văn học, kinh tế, kinh doanh và xã hội học              | [ 477 ]   |
| Đại học South Dakota                               | Hiệu ứng Taylor Swift                                                                           | Sự giao thoa giữa Swift và luật pháp, chẳng hạn như album tái thu âm của cô và vấn đề bản quyền                                                                                          | [ 357 ]   |
| Đại học Missouri                                   | Taylor Swiftory: Lịch sử & Văn học qua Taylor Swift                                             | Swift là một nguồn văn học lịch sử | [ 478 ]   |
| Đại học Harvard                                    | Taylor Swift và thế giới của cô                                                                 | Phân tích văn học và thẩm mỹ về âm nhạc, lời bài hát, tầm ảnh hưởng và tính nghệ thuật của Swift trong bối cảnh nghệ thuật, văn hóa và văn học Mỹ                                        | [ 479 ]   |
| Đại học Florida                                    | Kể chuyện bằng âm nhạc với Taylor Swift và các nữ nghệ sĩ tiêu biểu khác                        | Nghiên cứu cách kể chuyện trong các bài hát của các nghệ sĩ nữ như Aretha Franklin, Billie Holiday và Dolly Parton, và tập trung mạnh vào Swift                                          | [ 462 ]   |
| Trường luật Đại học Miami                          | Luật sở hữu trí tuệ qua lăng kính Taylor Swift                                                  | Album tái thu âm của Swift, nhãn hiệu, bản quyền, hợp đồng, vụ kiện, quyền riêng tư và các vấn đề pháp lý khác                                                                           | [ 480 ]   |
| Đại học Northeastern                               | Speak Now: Giới tính & Cách kể chuyện trong các kỷ nguyên của Taylor Swift                      | Tác động của những đóng góp về văn học và văn hóa của phụ nữ đối với thể loại và câu chuyện trong hình tượng nghệ thuật mười kỷ nguyên âm nhạc của Swift                                 | [ 481 ]   |